# Zona arqueològica de la Sagrera
La zona arqueològica de la Sagrera és un espai situat entre els districtes de Sant Martí i Sant Andreu de la ciutat de Barcelona en la qual es van realitzar un seguit de troballes arqueològiques.
Durant la realització de les obres de construcció de la Línia d'alta velocitat, l'any 2008, es varen dur a terme un seguit d'intervencions arqueològiques preventives que varen permetre conèixer i documentar un ampli sector del pla de Barcelona on s'han localitzat restes que evidencien una ocupació humana amb una dilatada cronologia que abasta des d'època prehistòrica – Neolític antic- fins a l'actualitat.

## Zona arqueològica
En el següent plànol es troben distribuïts i localitzats els jaciments més importants fins ara documentats a les obres del LAV-Sagrera.

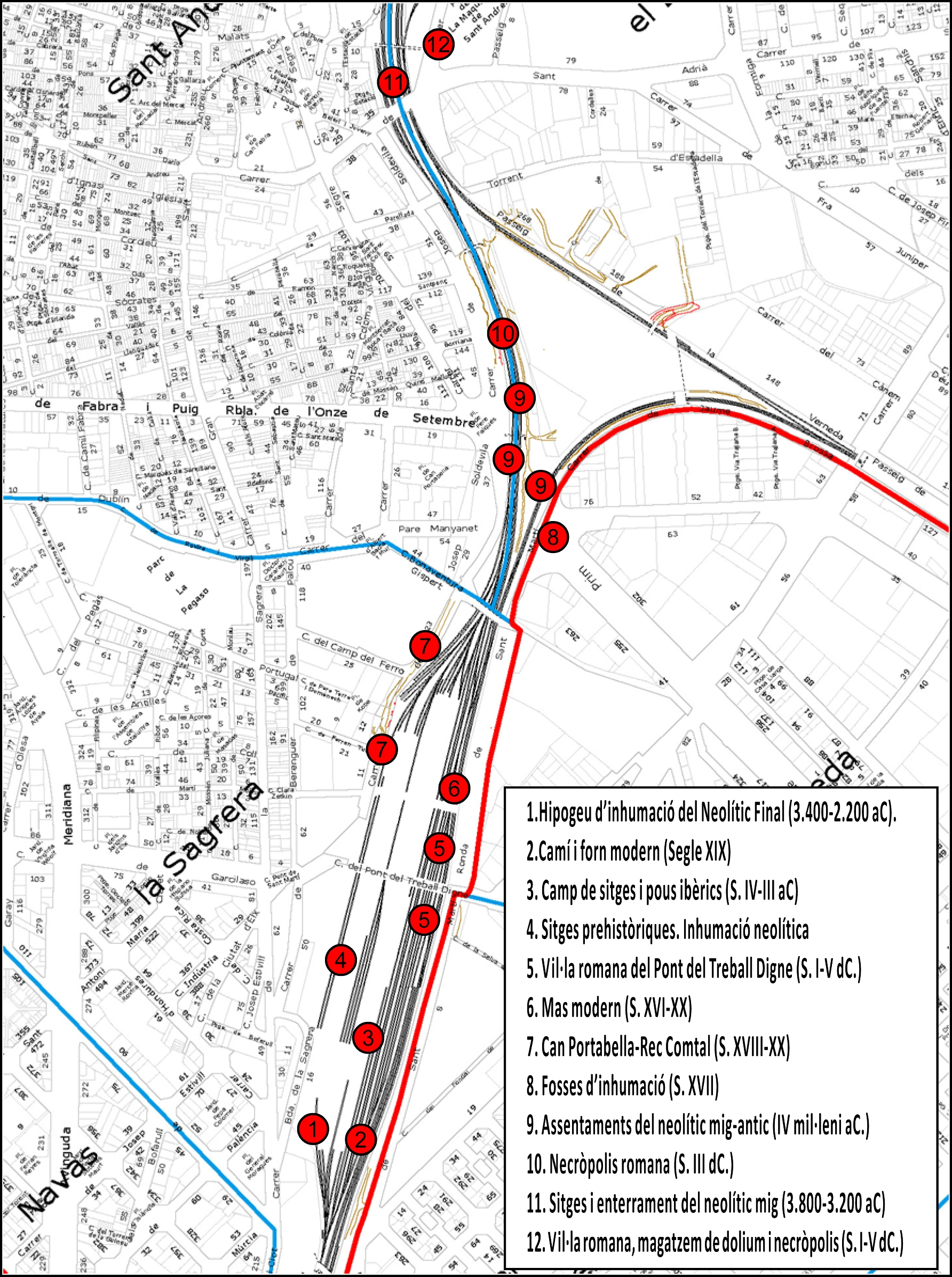
Plànol amb la localització dels jaciments arqueològics documentats i excavats al LAV-Sagrera (Barcelona). 2008-2013

### Hipogeu d'inhumació del Neolític Final (3.400-2.200 cal ANE)
Direcció arqueològica: Paola García, Alba Tenza, Paz Balaguer (CODEX-Estrats). Octubre 2011-octubre 2012. 

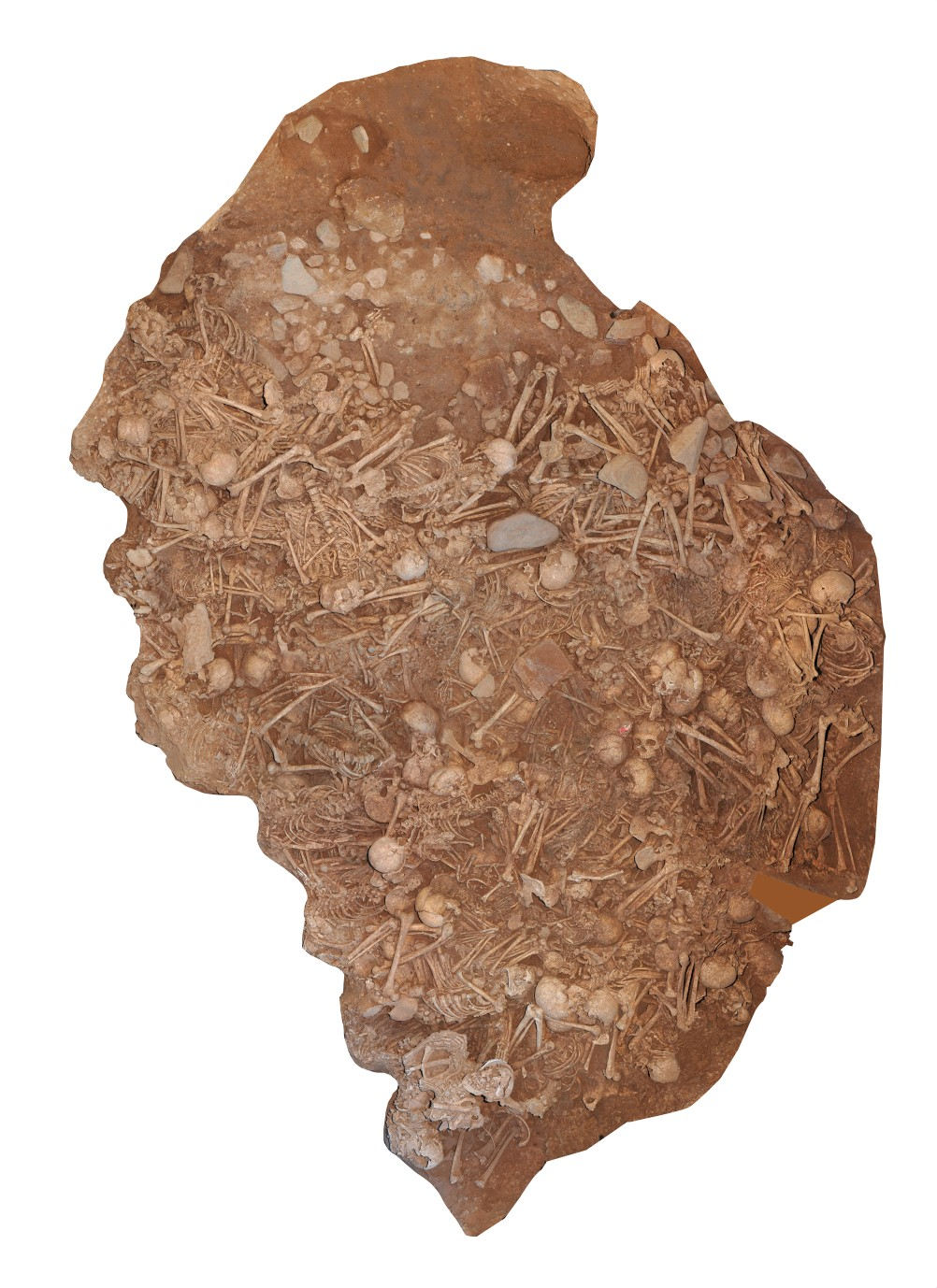
Vista dels enterraments localitzats a l'hipogeu funerari neolític del LAV Sagrera, 2012. Foto: Global/CODEX

Les obres de la futura estació del LAV-Sagrera, a cavall dels districtes barcelonins de Sant Martí i Sant Andreu, ha permès localitzar una troballa molt significativa i excepcional dins de l'arqueologia prehistòrica del Pla de Barcelona: un hipogeu d'inhumació del Neolític final. L'equip ha estat format per un equip pluridisciplinar d'antropòlegs i arqueòlegs. A inicis del mes d'octubre de 2011 es va confirmar la presència de les primeres restes d'aquest sepulcre neolític, que semblaria correspondre's a una fossa amb càmera, l'entrada del qual, localitzada a l'est, s'havia perdut a conseqüència de l'acció antròpica, però amb una amplada conservada d'1,30 metres. L'hipogeu presenta una planta de tendència circular, amb un diàmetre d'uns tres metres, una petita cambra lateral oposada a la zona d'entrada, i una fondària aproximada d'1,20 metres.
A les cotes superiors de la fossa es va localitzar un únic individu masculí adult que va ser enterrat en un moment posterior al de l'ús inicial de la fossa. Els treballs van continuar amb l'extracció de nivells d'argiles que segellaven i amortitzaven la fossa. A partir d'aquest moment es van descobrir diferents nivells d'inhumats, enterrats en deposicions i moments diferenciats, tot ocupant quasi tota l'extensió de la cambra d'enterrament de la fossa. Els treballs d'excavació van permetre documentar fins a 207 morts (individus complets), 150 articulats (més de tres ossos en connexió anatòmica) i més de 5000 coordenats o ossos aïllats. La majoria dels esquelets es presenten en connexió anatòmica. La majoria dels cossos recuperats es corresponen a individus adults femenins i masculins, i en menor mesura infantils, i molts d'ells es troben enterrats en posició de decúbit supí i amb les cames estirades.
Quasi la totalitat de les restes recuperades es corresponen a restes òssies humanes, i únicament s'ha dut a terme la troballa de dos petits vasets de ceràmica a mà, de perfil globular i amb mugrons de suspensió, a més d'una petita dena d'esteatita. Degut a la minsa aparició d'aixovar funerari, es va procedir a realitzar dues datacions radiocarbòniques (C14) de dos individus, els resultats dels quals han atorgat una cronologia a l'hipogeu del Neolític Final (3.400-2.200 cal ANE). Un cop finalitzats els treballs es procedirà a realitzar un conjunt d'estudis i anàlisis, que permetran ampliar el coneixement científic i històric d'aquesta important troballa dins del neolític final al Pla de Barcelona:
- C14: Anàlisi de C-14 accelerat sobre una selecció de diferents mostres, que permetrà datar amb més fiabilitat l'hipogeu, a més d'acotar el lapse de temps durant el qual va romandre en funcionament aquest enterrament múltiple.
- ADN antic: Aquest tipus d'anàlisis es farà sobre una quantitat important d'individus per extreure el seu ADN i definir el seu origen ètnic, establir relacions familiars entre diferents inhumats, estudis diacrònics per determinar l'evolució d'aquest grup poblacional, i finalment permet establir la causa de la mort.

Prèviament es procedirà al tractament de totes les restes òssies (neteja, remuntatge i inventariat), per realitzar seguidament l'estudi antropològic (relacions de filiació, determinació sexual, caracterització de l'edat biològica, i paleopatologies), i finalment l'estudi poblacional.

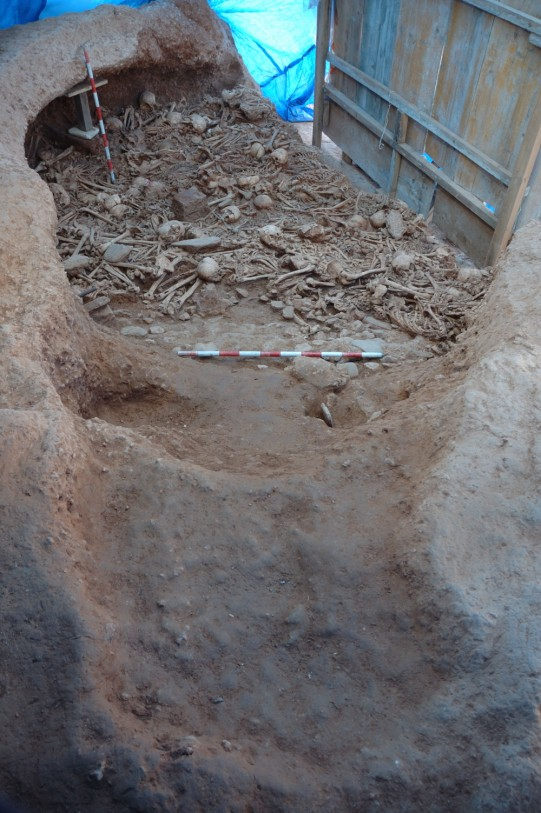
Vista general del hipogeu neolític del LAV-Sagrera. Foto: Paz Balaguer, Alba Tenza, Paola García
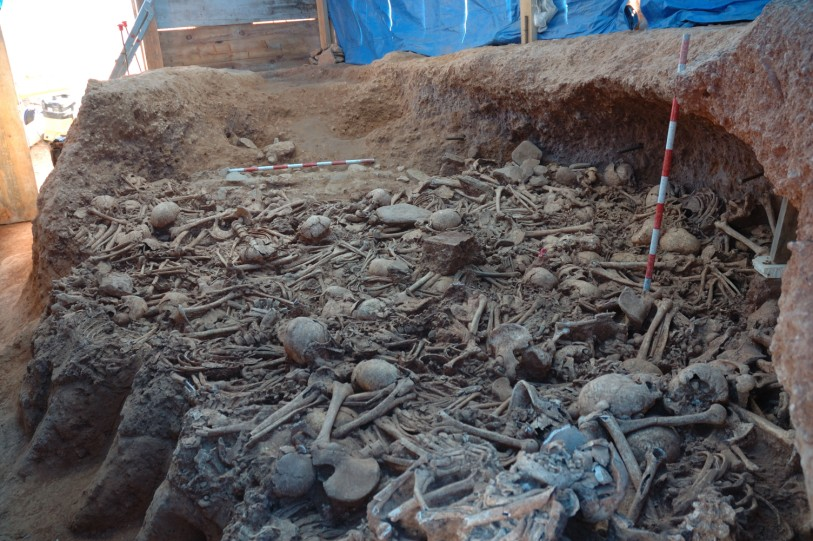
Vista general del hipogeu neolític del LAV-Sagrera. Foto: Paz Balaguer, Alba Tenza, Paola García
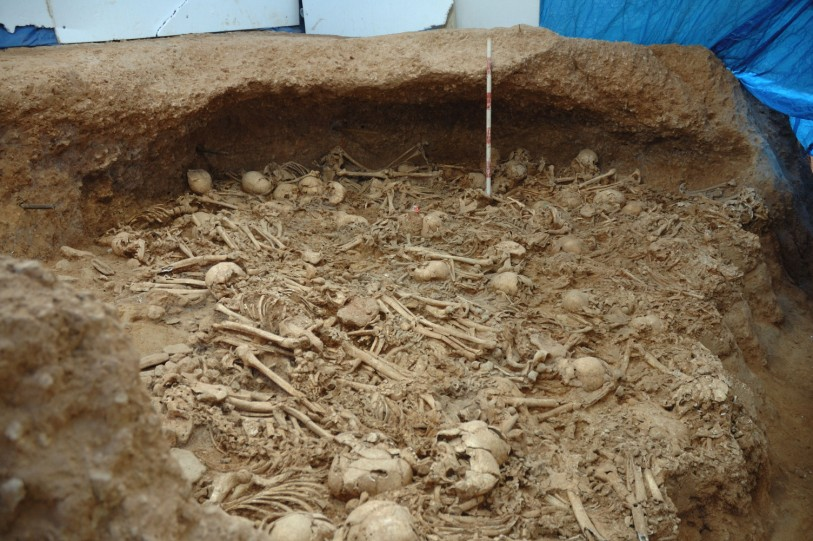
Vista general del hipogeu neolític del LAV-Sagrera. Foto: Paz Balaguer, Alba Tenza, Paola García
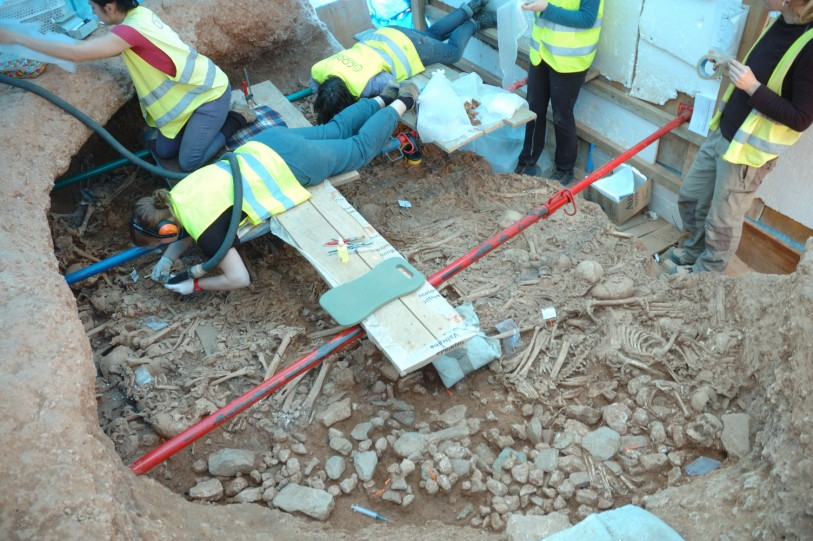
Detall dels treballs arqueològics al hipogeu neolític del LAV-Sagrera. Foto: Paz Balaguer, Alba Tenza, Paola García
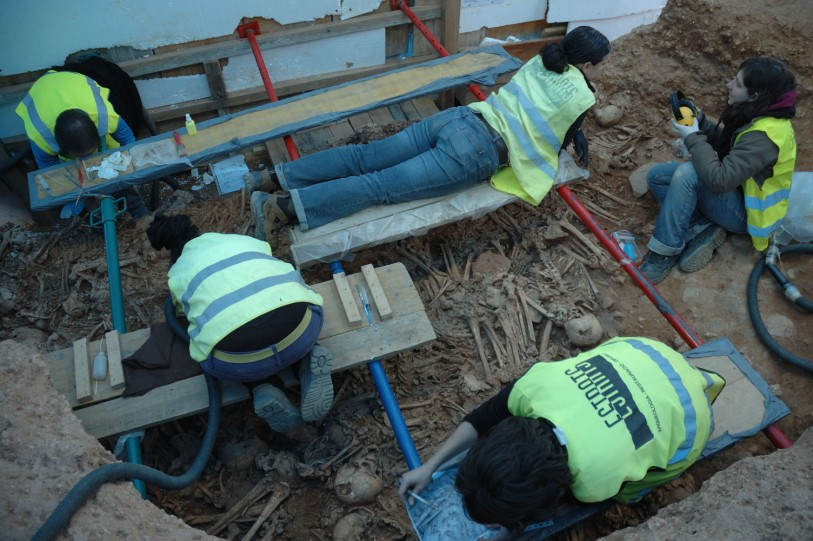
Detall dels treballs arqueològics al hipogeu neolític del LAV-Sagrera. Foto: Paz Balaguer, Alba Tenza, Paola García
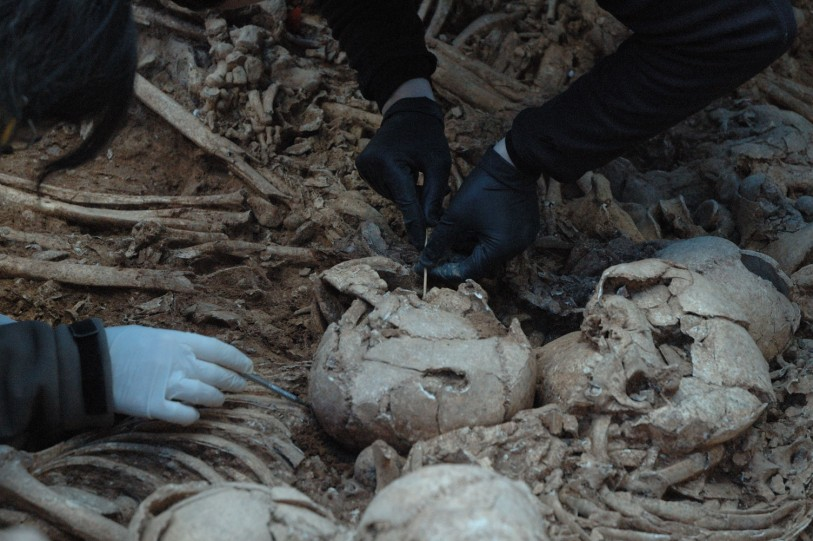
Detall dels treballs arqueològics al hipogeu neolític del LAV-Sagrera. Foto: Paz Balaguer, Alba Tenza, Paola García

### Camí de Sant Martí de Provençals i forn (Segle XIX)
Direcció arqueològica: Francesc Antequera (CODEX). Novembre 2010-octubre 2012.
Durant els treballs de seguiment dels rebaixos del subsòl en el sector sud del gran solar afectat, es va localitzar un camí: el camí de Sant Martí de Provençals. Cal fer esment que aquesta via discorre aproximadament des de la Torre del Fang fins a la parròquia de Sant Martí de Provençals travessant a nivell la línia fèrria construïda a mitjan segle xix i que anava de Barcelona a Granollers. Aquest camí és delimitat per dos murs paral·lels de pedra, amb una amplada de 6,20 metres, una llargada documentada de fins a 70 metres i un pendent de sud-oest a nord-est. Presenta una vorera al seu costat sud-est i el seu paviment més modern és fet de pedres petites ben piconades. Aquest camí podria arrencar del segle xviii, però les restes documentades es corresponen al segle xix, possiblement d'unes reformes relacionades amb una nova àrea industrial.
Al sud-est del camí es va documentar una gran àrea de caràcter industrial, possiblement una bòbila, composta per un forn -destinat molt probablement a la cuita de maons i material constructiu-, un pou de planta circular, i tres estructures de planta rectangular, destinades a la decantació i emmagatzematge de l'argila. El forn, de planta rectangular, tenia unes mides de 5,70 x 5,40 metres, i una fondària de 4,50 metres, amb dues boques d'entrada de l'aire i una espai destinat pel treball en el seu costat est. Les parets estaven realitzades amb maons, sense que s'arribés a documentar la graella del forn. Malauradament no es va poder documentar cap accés al forn, el qual es podria trobar a una cota superior.
Posteriorment, en una fase posterior, es va localitzar una estructura de planta més o menys circular i amb una boca d'accés en el seu costat sud, que s'hauria de posar en relació amb el forn d'abans i amb tota la zona de producció industrial documentada al sud de l'antic camí de Sant Martí de Provençals (actual carrer del Fondal de Sant Martí).

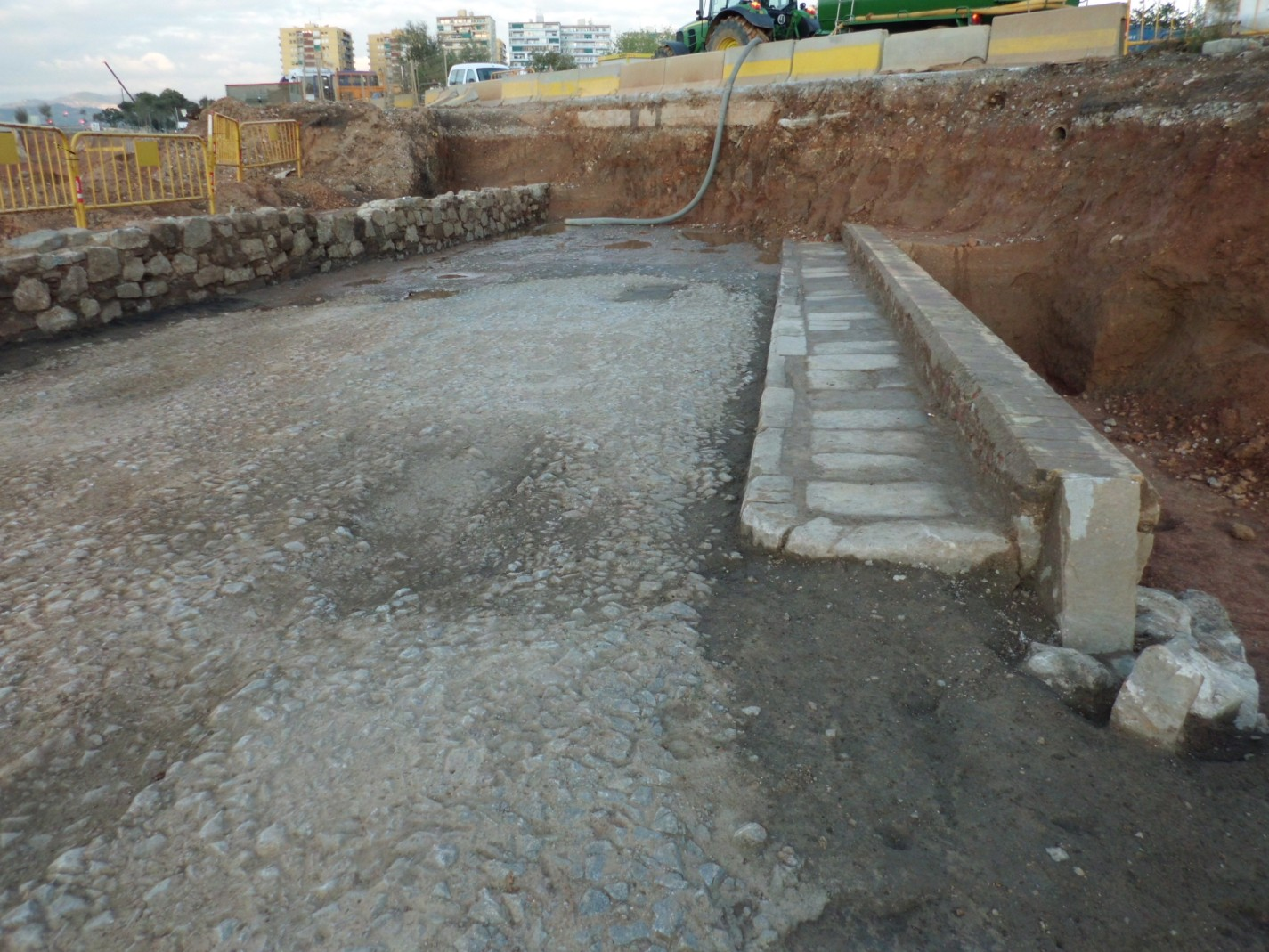
Vista de l'antic camí de Sant Martí de Provençals. Foto: Francesc Antequera
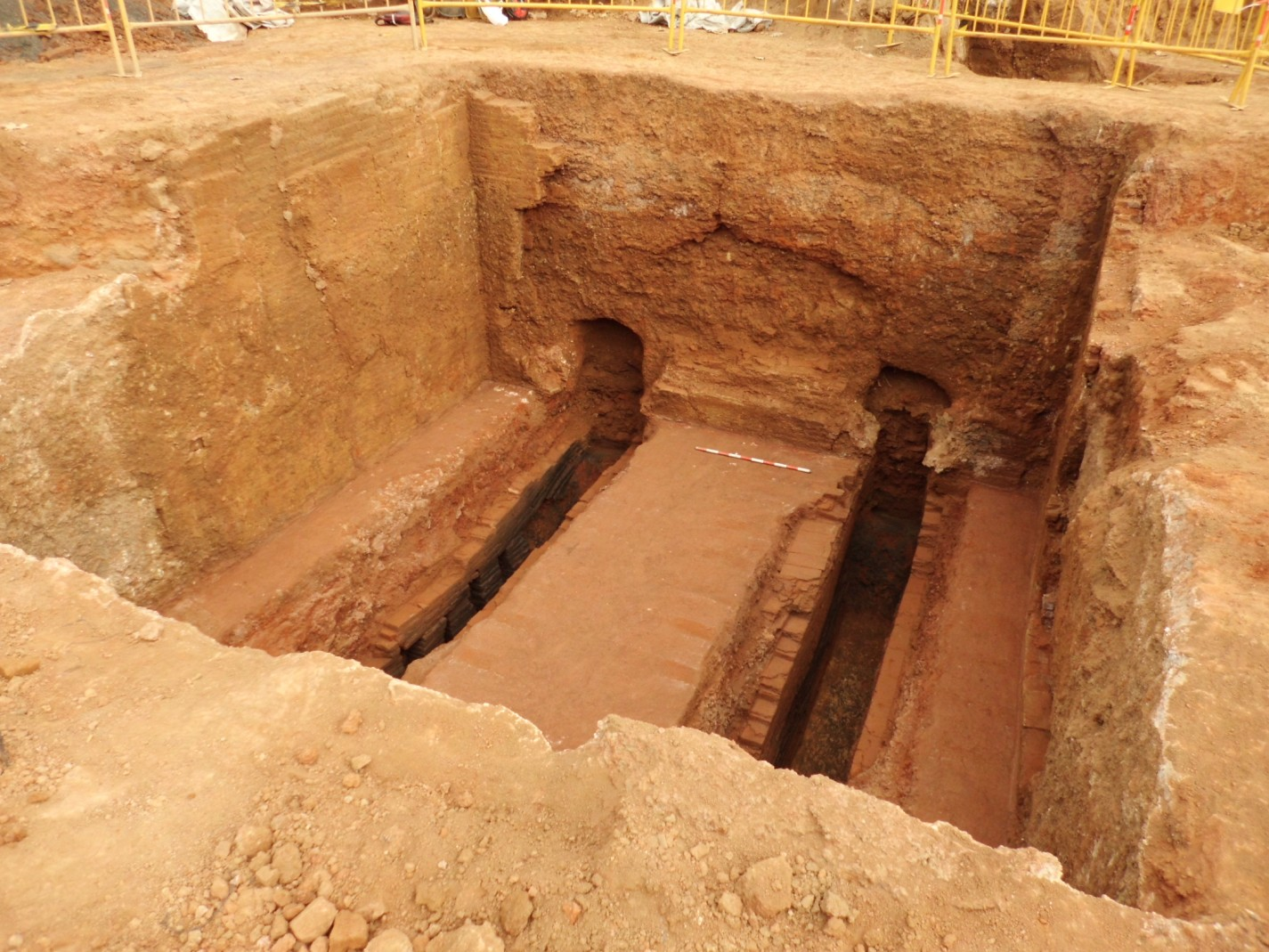
Vista del forn localitzat al sud-est del camí de Sant Martí de Provençals. Foto: Francesc Antequera
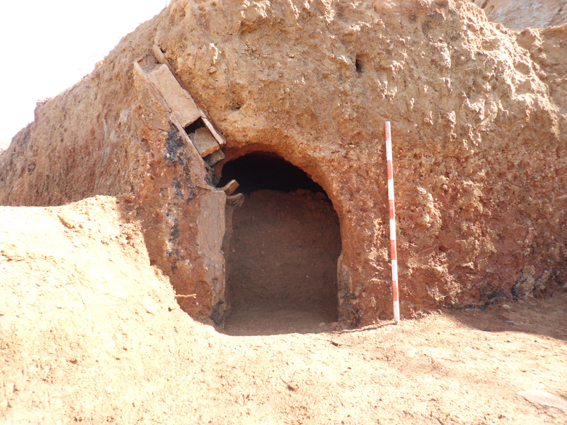
Vista de la cambra de treball del forn en el moment de la seva troballa. Foto: Servei d'Arqueologia de Barcelona
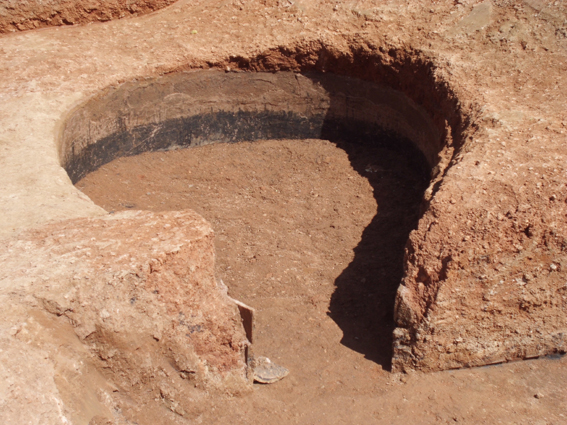
Vista de la cambra de treball del forn un cop excavada. Foto: Servei d'Arqueologia de Barcelona
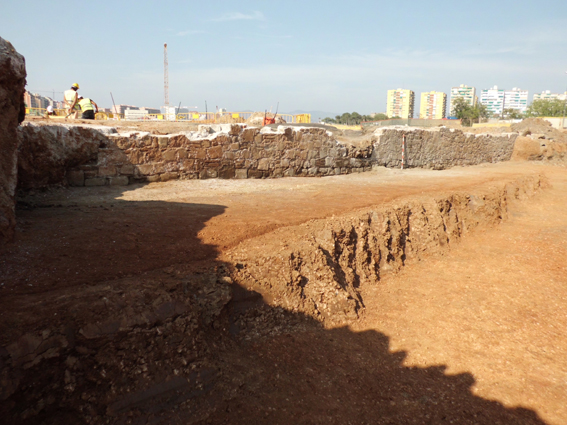
Vista de l'antic camí de Sant Martí de Provençals. Foto: Francesc Antequera

### Camp de sitges i pous ibèrics (S. IV-III aC)
Direcció arqueològica: Francesc Antequera (CODEX). Novembre 2010-octubre 2012.
Dins dels treballs arqueològics de la futura estació de la Sagrera realitzats l'any 2011 es van excavar una vintena de sitges i dos pous d'època ibèrica amb una cronologia aproximada entre els segles IV-III aC. La majoria de les sitges presentaven una secció globular amb el fons pla. Les fondàries d'aquestes estructures era molt diversa, anant del mig metre fins més enllà dels tres metres de fondària. En algunes es va poder recuperar la tapadora. Entre els materials recuperats -importacions àtiques i púniques, àmfora ibèrica, ceràmica pintada ibèrica, i ceràmica a mà-, cal destacar la troballa de restes de fauna representada per cornamentes de cérvol, aus i un cànid.
Junt amb aquestes sitges també es van excavar dos pous de la mateixa cronologia. El primer dels pous tenia una planta circular d'1 metre de diàmetre, amb la peculiaritat que es va localitzar al fons d'una de les sitges de grans dimensions, presentant encaixos a la seva paret, per permetre l'accés al seu interior. El segon pou era de planta rectangular (1,80x1,25m). En cap dels dos pous s'ha pogut arribar a exhaurir en la seva totalitat, desconeixent la seva profunditat.

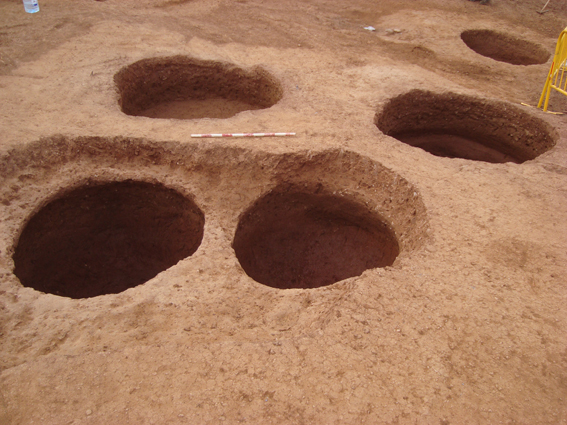
Vista general del camp de sitges ibèric. Foto: Francesc Antequera
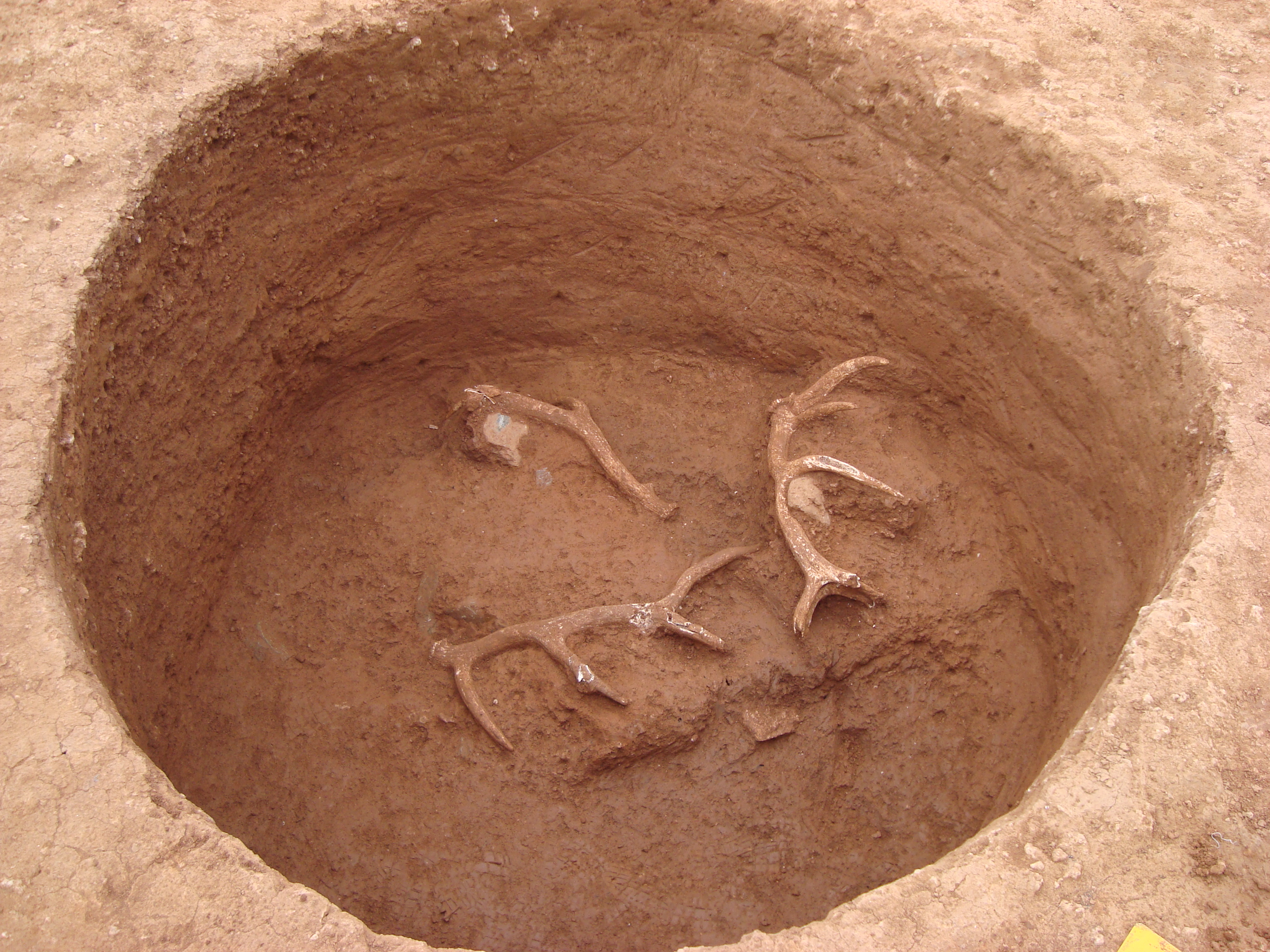
Vista d'una sitja ibèrica amb cornamentes de cérvol. Foto: Francesc Antequera.
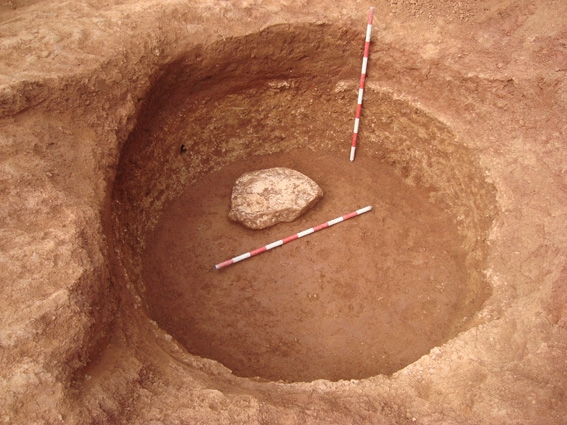
Vista d'una sitja ibèrica. Foto: Francesc Antequera
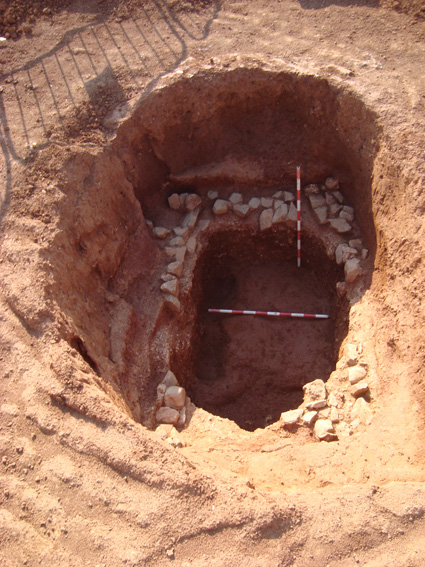
Vista d'una sitja ibèrica amb el pou circular localitzat en el seu fons. Foto: Francesc Antequera

### Sitges prehistòriques. Inhumació neolítica
Direcció arqueològica: Francesc Antequera (CODEX). Novembre 2010-octubre 2012. 

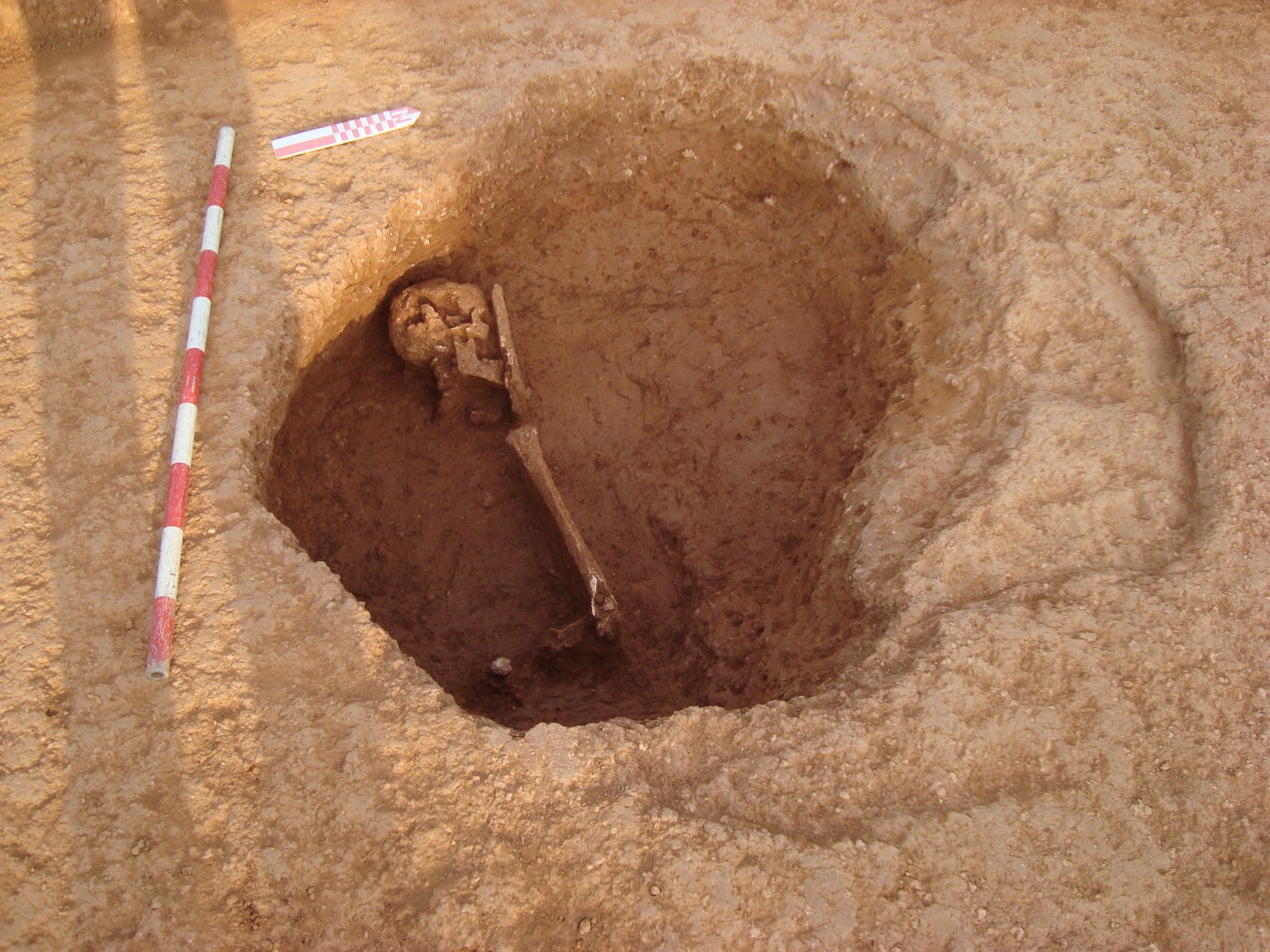
Inhumació en fossa prehistòrica amb restes d'un inhumat a les obres del LAV Sagrera, 2011. Foto: Francesc Antequera.

A uns 200 metres al nord de l'hipogeu neolític es van localitzar un conjunt d'estructures, entre aquestes, un enterrament, molt probablement d'època prehistòrica. Aquest enterrament correspon a una inhumació en fossa, de planta més o menys el·líptica amb el fons lleugerament còncau, i presentant una orientació oest/est. De l'individu enterrat només es conservava el crani, les vèrtebres cervicals, un fèmur i una tíbia i en el moment de l'excavació es va determinar que corresponia a una dona adulta. Del rebliment de la fossa es va recuperar un fragment informe de ceràmica a mà i un fragment de sílex, fet que permeten datar aquest enterrament com a prehistòric, sense poder arribar a precisar més.
Al costat de l'enterrament es van localitzar dos fons de sitja, de les quals també es va recuperar material ceràmic a mà. Finalment, al nord del solar, es van localitzar dues sitges més, força malmeses, i amb presència de material ceràmic a mà, possiblement prehistòric.

### Vil·la romana del Pont del Treball Digne (S. I-V dC.)
Direcció arqueològica: Daniel Alcubierre, Emiliano Hinojo, Jordi Ardiaca, Pere Lluis Artigues (CODEX). Juliol 2011-finals 2014. 

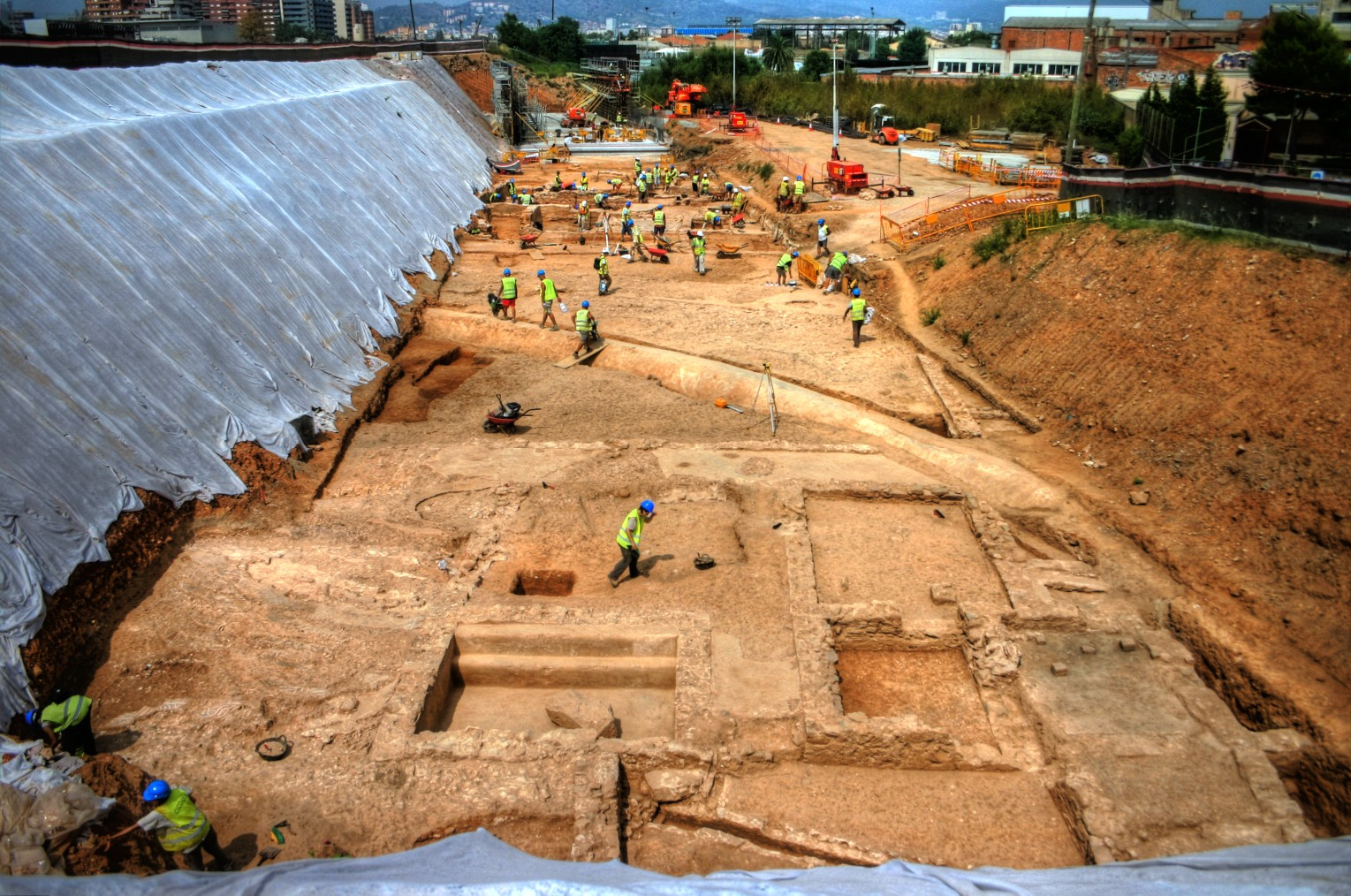
Vista general de la primera fase d'excavacions de la vil·la romana del Pont del Treball. Octubre 2011. Foto: Daniel Alcubierre (CODEX SCCL)

Durant les obres de construcció dels accessos a la nova Estació de Sagrera-TAV, s'han localitzat les restes d'una important vil·la romana amb quatre moments d'ocupació entre els segles I dC i el IV-V dC, i una primera ocupació ibèrica o republicana d'entre el segle ii-I aC. Aquesta vil·la es localitza al nord-est de la colònia romana de Barcino (Colonia Iulia Augusta Faventia Paterna Barcino), a tocar del tram de la Via Augusta que comunicava la ciutat amb Baetulo (Badalona). Les villae eren unitats d'explotació agropecuària d'època romana, a banda de cases de camp de grans dominus. N'hi havia de mides diverses, però algunes ocupaven diverses hectàrees, com és el cas de la del Pont del Treball Digne. Aquestes vil·les tenien una part urbana o d'hàbitat, i una part rústica o agropecuària.
El jaciment està delimitat pels carrers del Pont del Treball Digne al sud, Santander i Cantàbria a l'est i pel traçat de l'antiga Ronda de Sant Martí a l'oest; pel nord les obres s'estenen fins a la Rambla de Prim. Durant la primera fase d'excavació (juliol 2011-octubre 2011), l'àrea excavada ocupava una superfície de 1150 m2, extensió que correspon a una quarta part de les dimensions conegudes de la vil·la, que des de juny de 2012 i fins avui es continua l'excavació. Fins al moment de la troballa de la vil·la romana del Pont del Treball Digne al juliol del 2011, no es tenia cap constància ni coneixement previ de l'existència d'una vil·la en aquest indret situat entre els districtes de Sant Andreu i Sant Martí.
A continuació es descriuen les diferents fases documentades a partir dels treballs realitzats durant la primera fase d'excavació realitzada entre el juliol i l'octubre de 2011.
- Fase I (Segles II-I aC.): Les restes documentades d'aquest moment es corresponen a una ocupació anterior a la vil·la, sobretot a estructures excavades en el substrat geològic. Entre aquest conjunt cal destacar la presència de fins a nou sitges, disseminades per tot el jaciment, i de dimensions variables, però caldria destacar una sitja de 3 metres de diàmetre i fins a 3,20 de profunditat. També es van documentar fins a dotze retalls circulars de petites dimensions, i que s'interpretarien com a fons de dolia, trobant-se disposats formant tres línies paral·leles. Finalment, també es van documentar fins a tres trams de fonamentacions de murs, d'entre 8 i 15 metres de llargada, i un nivell de paviment de graves. Totes aquestes estructures es trobaven força malmesos per les construccions posteriors i, per tant, no es va poder concretar la seva funcionalitat.
- Fase II (Segles I-II dC.): Aquest seria el primer moment d'edificació de la vil·la, i es correspondria a un conjunt de quatre habitacions disposades en bateria a la meitat nord del jaciment. Dues de les habitacions presentaven nivells de paviment, mentre que una tercera conservava un hipocaust amb el seu paviment i les empremtes de la suspensura i un petit forn per alimentar-lo. Al sud d'aquest conjunt es documenta un llarg mur que funcionaria a manera de corredor per distribuir l'accés a les habitacions. Finalment, a la part nord del conjunt de quatre habitacions es localitzen una sèrie de murs que delimiten un espai de 115 m2, i que funcionaria com un pati obert. Alguns d'aquests murs encara conservaven restes de pintures murals policromes.
- Fase III (Segle IV dC.): No és fins al segle iv quan aquesta primera edificació es transforma i s'amplia considerablement. El conjunt preexistent s'amplia, tot amortitzant l'hipocaust, i creant nous espais. Un d'aquest espais estaria pavimentat amb ''opus sectile'', del qual només es documenta l'empremta de les peces de marbre que el conformaven, i que van ser espoliades d'antic. L'excepcionalitat decorativa d'aquesta estança i el seu luxe, permet interpretar-la com una sala de representació o triclini.

El corredor d'accés de la primera fase manté la seva funcionalitat, però s'altera el seu traçat tot creant un vestíbul amb la construcció simètrica d'un nou corredor a una part de l'espai que ocupava el pati. Entre els dos corredors s'habilità una zona de pas, que permetia la comunicació amb l'exterior de la vil·la, les habitacions i el pati.
L'antic pati es va ampliar i es va construir un estany de planta quadrada, però es desconeixen les seves dimensions reals, atès que els treballs agrícoles posteriors van malmetre molt la part nord d'aquest espai.
A la part sud-oest d'aquest conjunt es va edificar un nou edifici, format per diverses habitacions comunicades per corredors, pavimentats amb opus signinum, i un pati central que articulava tot el conjunt. En el mur nord d'aquest passadís es conservaven restes de pintura mural policroma, amb un sòcol lineal en vermell i negre. Dins d'aquest conjunt també es van localitzar una alineació de vuit basaments de columna exempts que formarien part d'un espai porticat.
- Fase IV (Segle IV dC.): Dins encara del segle iv dC es produeixen unes noves reformes al conjunt de la vil·la. Al pati nord es va aixecar el nivell de circulació i es va dividir el seu espai interior, transformant-se en un model de pati amb peristil al voltant d'un lacus. En aquest mateix moment a les habitacions centrals de l'edifici sud s'instal·la un conjunt balneari. D'aquest es van localitzar les seves estances principals: el frigidarium i la seva piscina, amb els esglaons d'accés i les canalitzacions de desguàs; el caldarium i l'hipocaust d'una altra piscina, amb restes de les pilae de la suspensura; i el tepidari, amb l'empremta d'una canalització de plom. Dues petites habitacions annexes es van identificar com el praefurnium i la letrina.

En aquest zona es localitzaren diversos paviments d'opus signinum, i les restes d'un gran mosaic d'opus tessellatum en l'habitació situada al nord dels banys, dotant-se d'elements de luxe. Els treballs en curs han permès documentar la resta del mosaic, fins a configurar un espai de 60 m².
La decoració del mosaic presenta un conjunt de motius geomètrics, que formen una composició simètrica combinada amb alguns motius figuratius. La composició és diferent a la documentada en la primera fase dels treballs, però conserva la policromia de les tessel·les, a més de la repetició de certs motius decoratius, com els nusos de Salomó i les flors de quatre pètals. Es poden observar uns motius figuratius: un crater amb dos ocells bevent i un recipient amb flors, acompanyats de la figura de l'esvàstica, element decoratiu habitual en aquests tipus de composicions. En el perímetre del mosaic hi ha franges amb motius geomètrics, trenes, escacat i elements circulars i romboïdals. S'han identificat tessel·les de colors i tonalitats diferents i materials diversos, ceràmica, marbre i material lític.
Els motius decoratius fins ara identificats en aquest mosaic, així com la composició, no són nous, atès que s'han documentat paral·lels semblants en altres vil·les d'arreu del país i de la península; totes elles situades en un mateix context cronològic, el segle iv dC, igual com la vil·la romana del Pont del Treball.
- Fase V (Segle V dC.):

L'últim moment d'ocupació es correspon amb la construcció de diversos elements de caràcter industrial que amortitzaven part dels espais oberts que originàriament havien tingut funcions domèstiques. En el pati nord es documenten les restes d'un dipòsit, de tres sitges i encaixos de dolia.
En el pati central es basteix un petit forn que conservava part de les cambres de cocció i combustió, amb la graella i les estructures de suport. Finalment molts dels espais domèstics es van subdividir, tot modificant la seva funcionalitat.

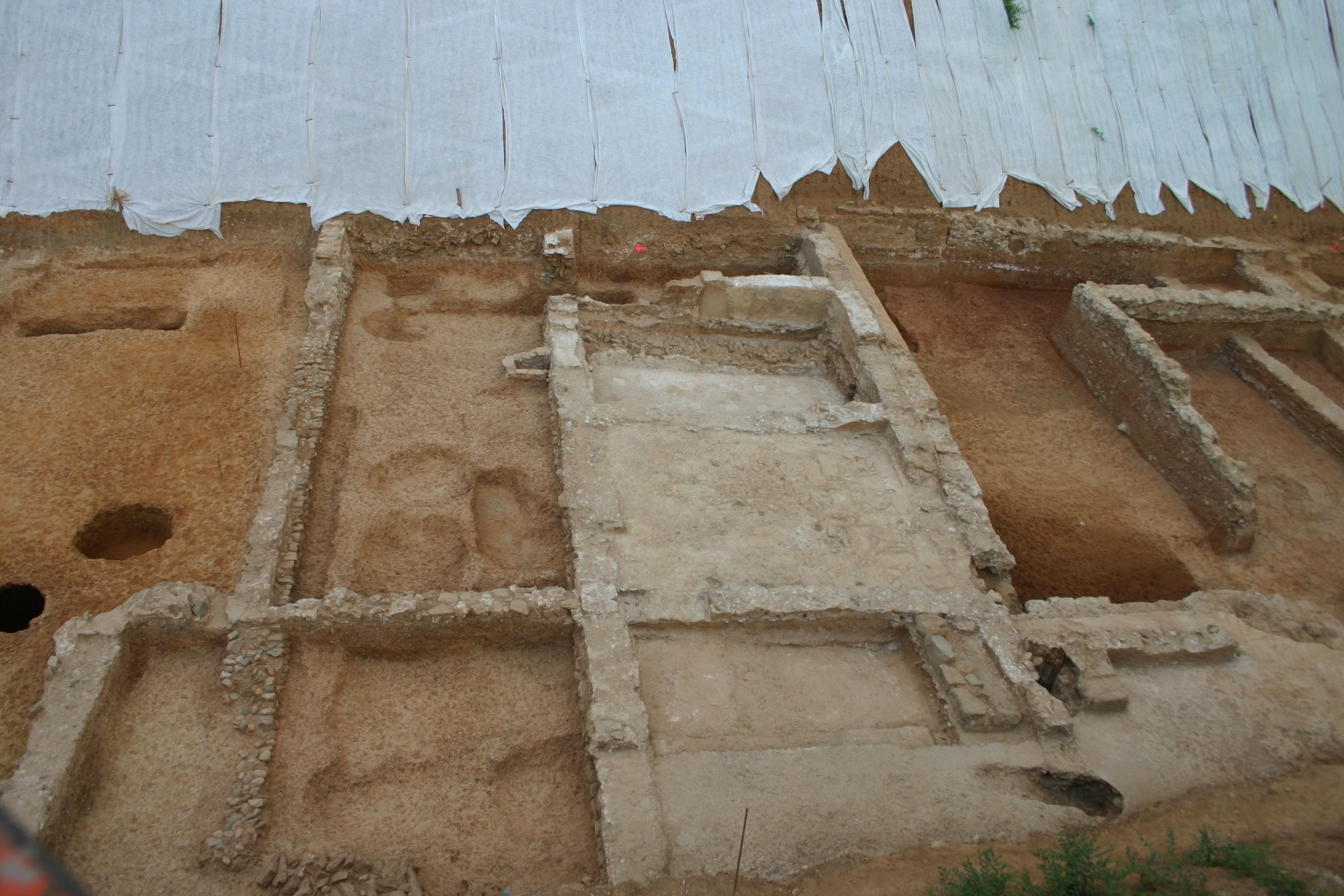
Conjunt d'edificacions al nord del jaciment. Corredor d'accés, bateria d'habitacions i part del pati. Foto: Daniel Alcubierre Gómez
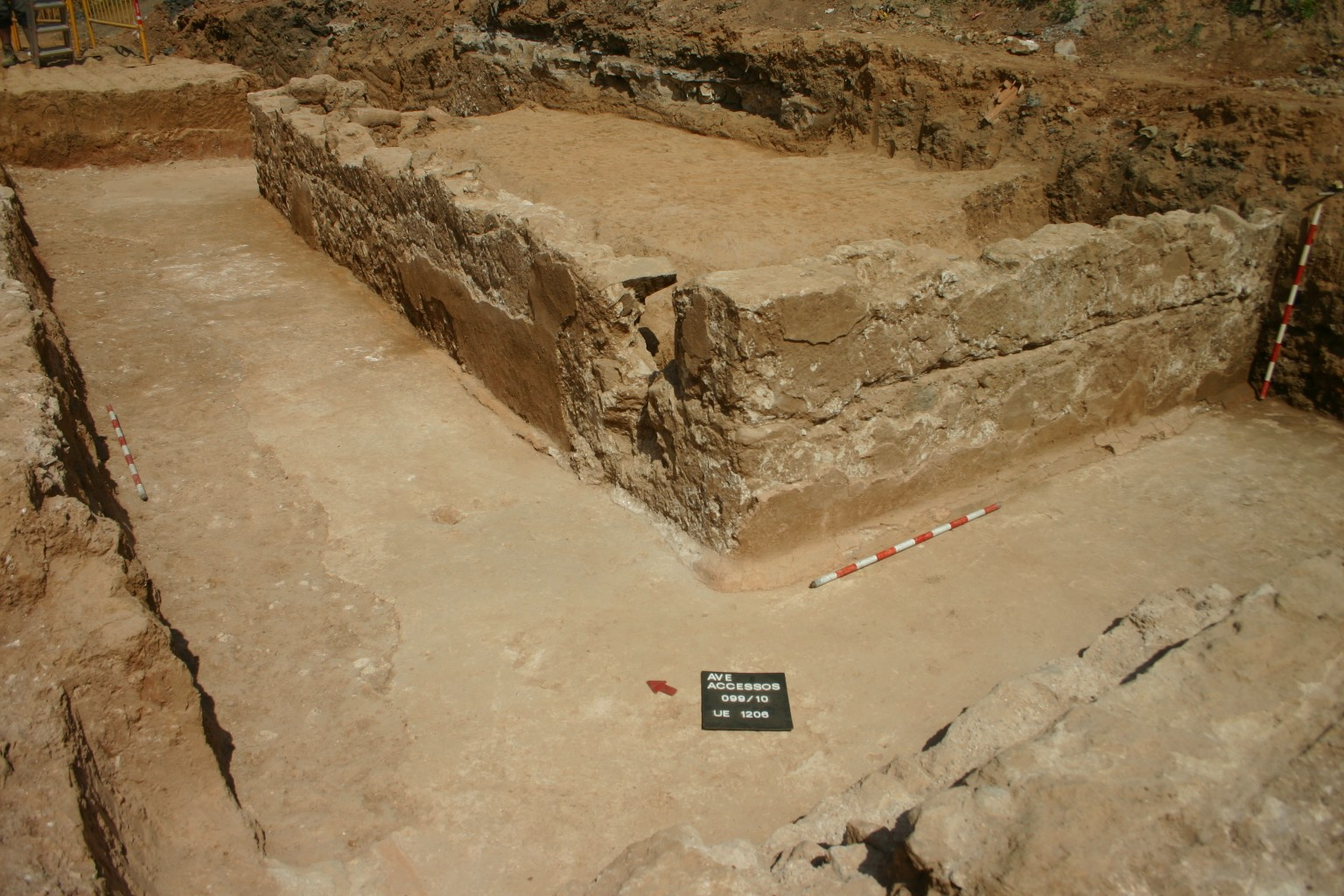
Detall de l'estany localitzat al pati nord. Foto: Daniel Alcubierre Gómez
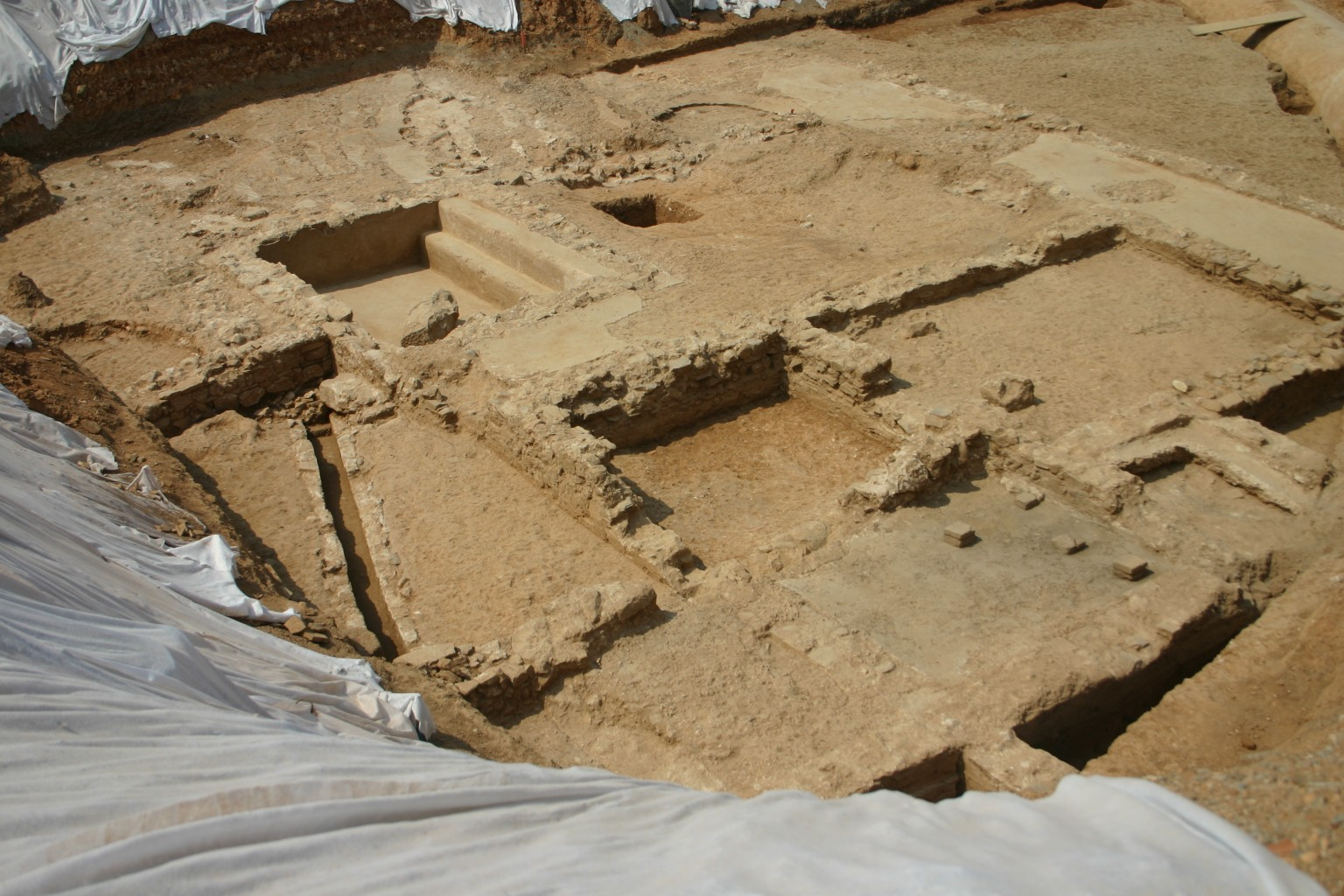
Vista del conjunt termal a l'extrem sud del jaciment. Foto: Daniel Alcubierre Gómez
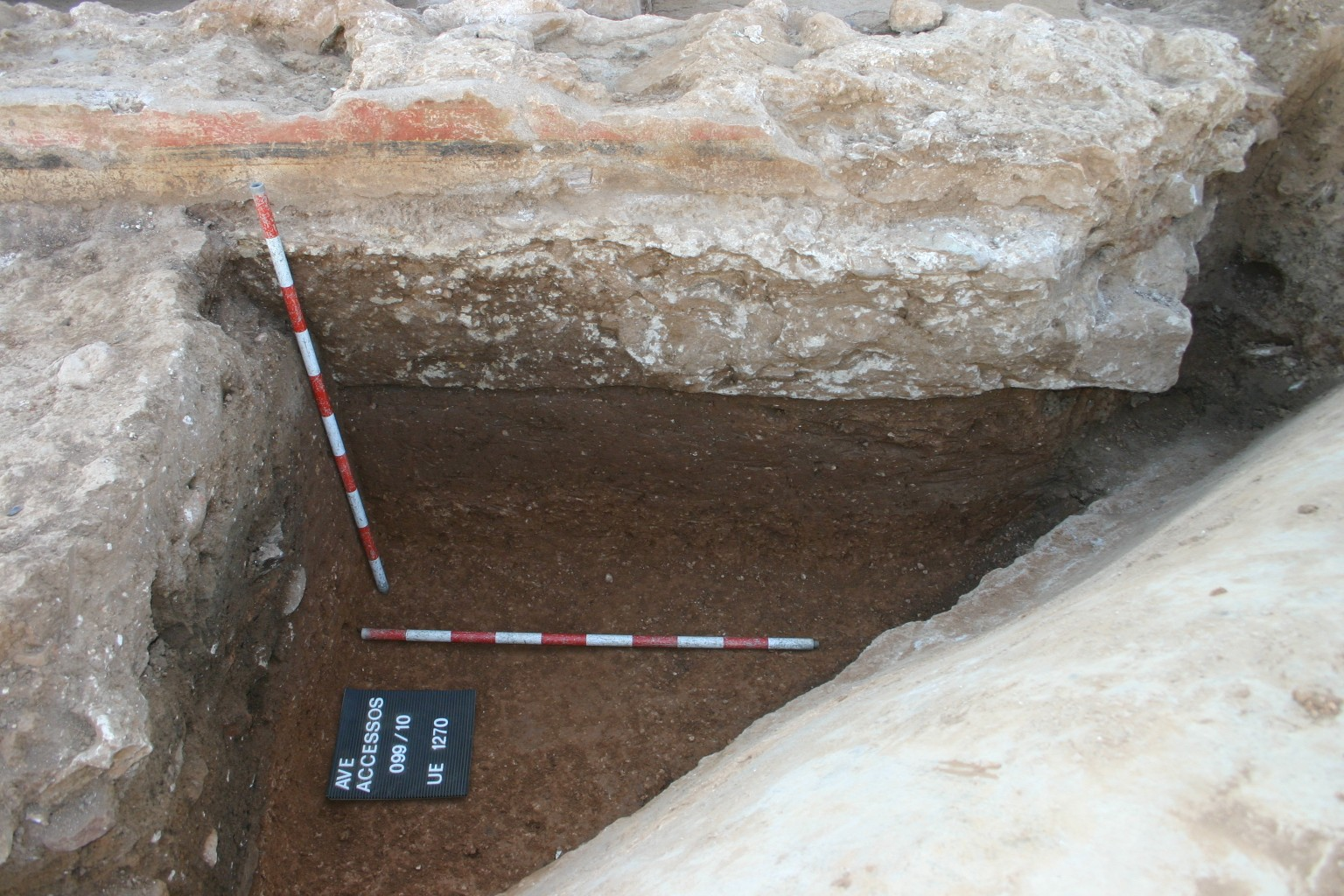
Detall de les pintures murals amb franges horitzontals negres i vermelles. Foto: Daniel Alcubierre Gómez
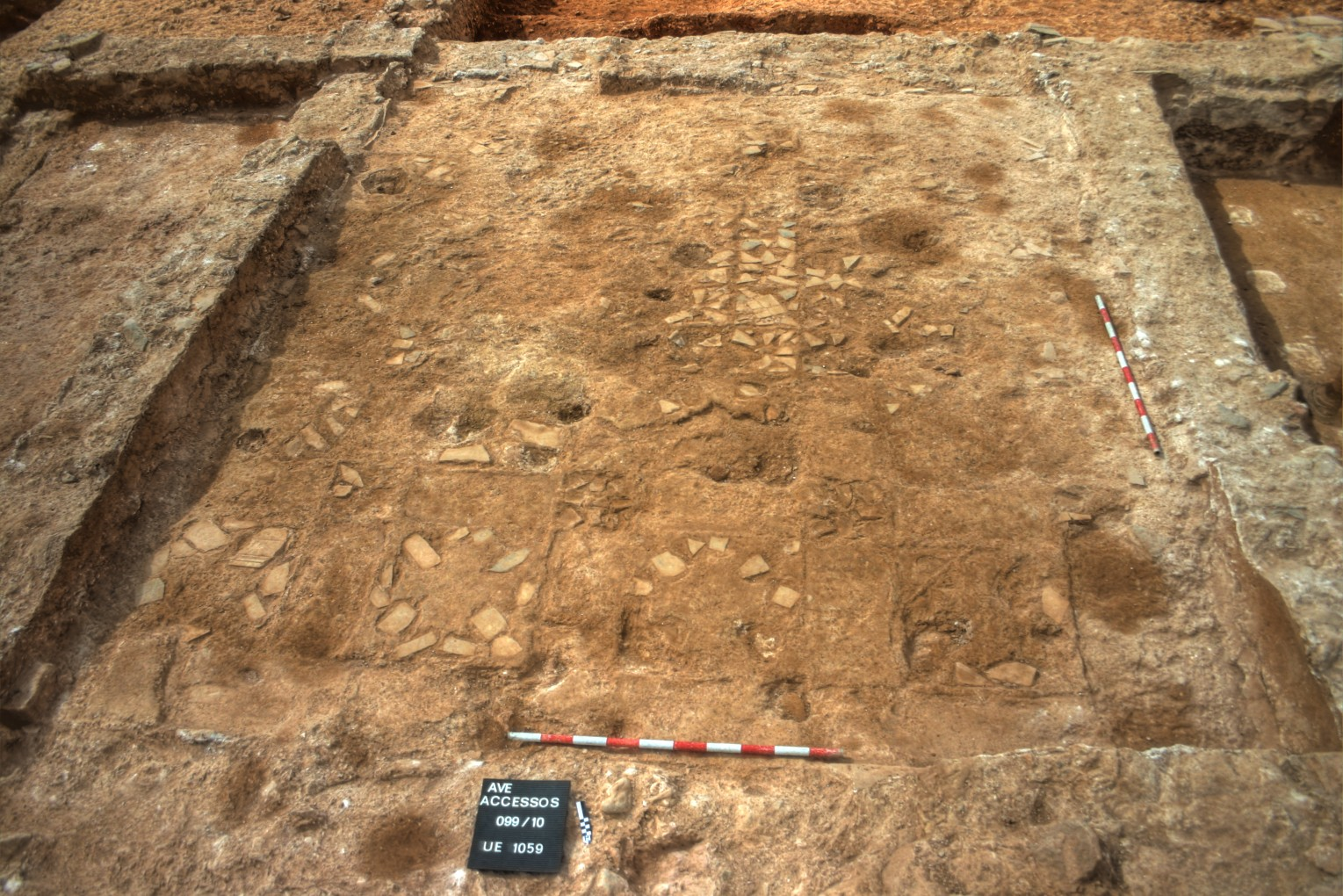
Paviment d'opus sectile. Foto: Daniel Alcubierre.
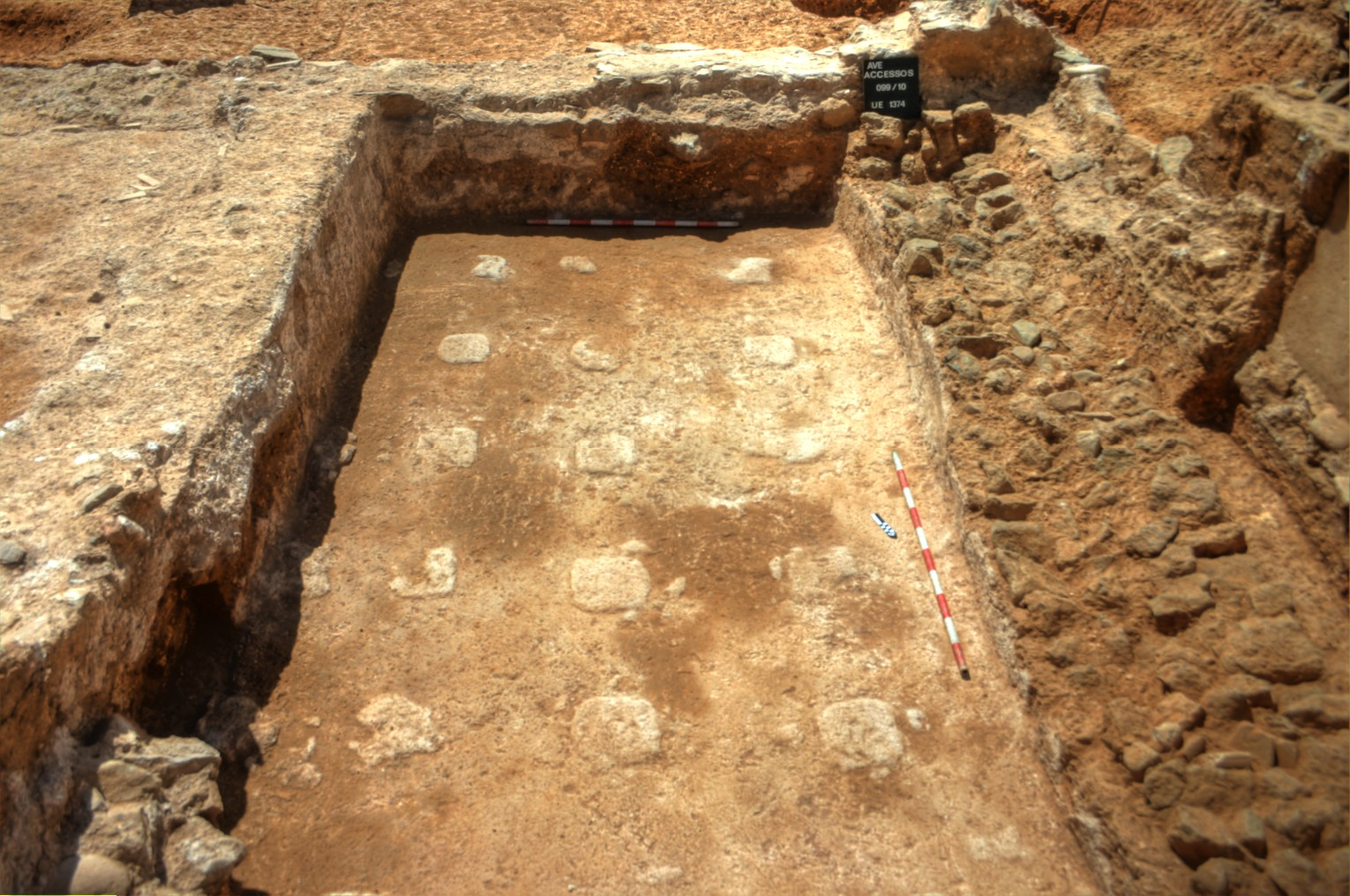
Hipocaust del conjunt balneari. Foto: Daniel Alcubierre Gómez
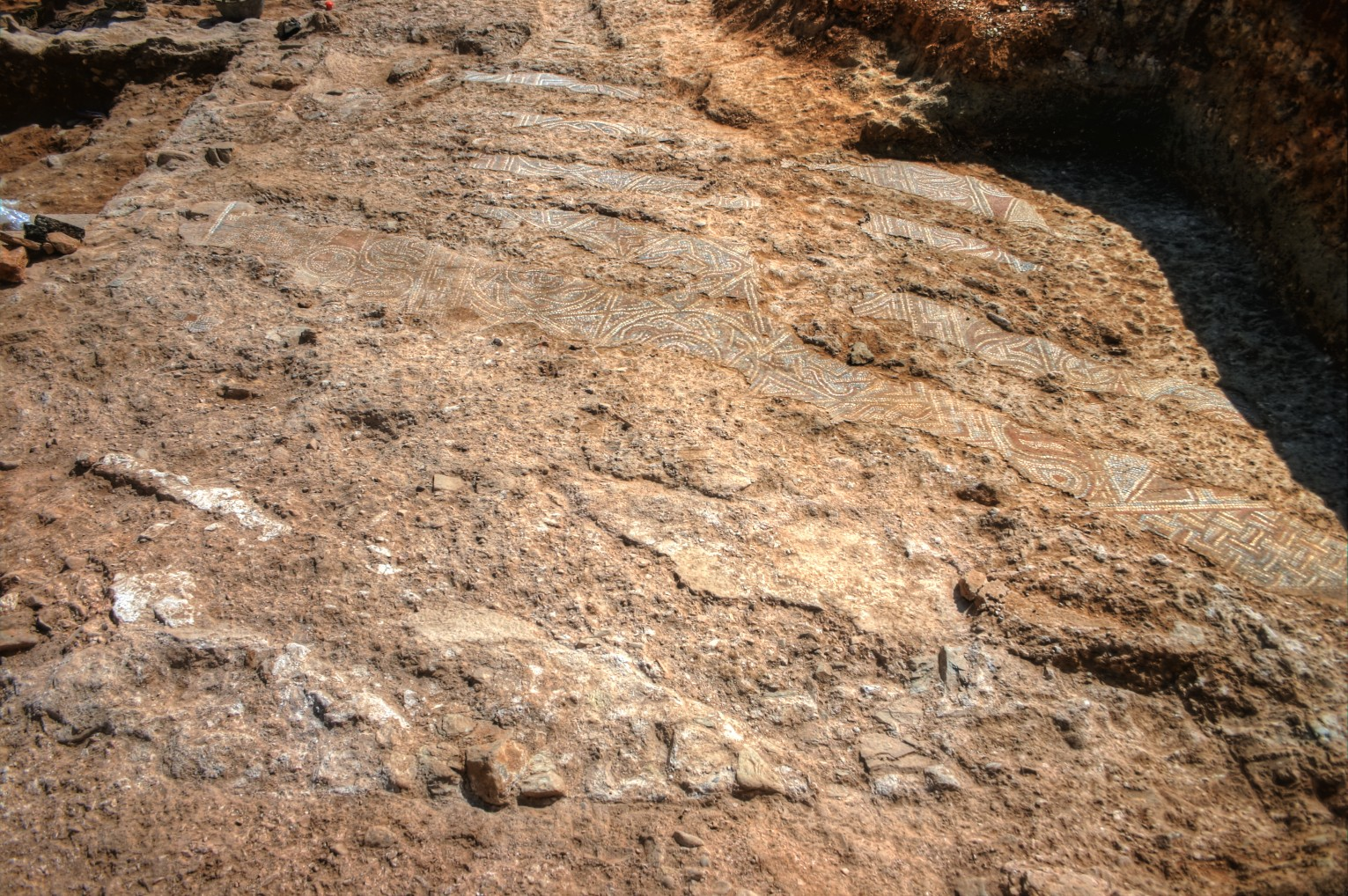
Detall del paviment de mosaic. Foto: Daniel Alcubierre Gómez
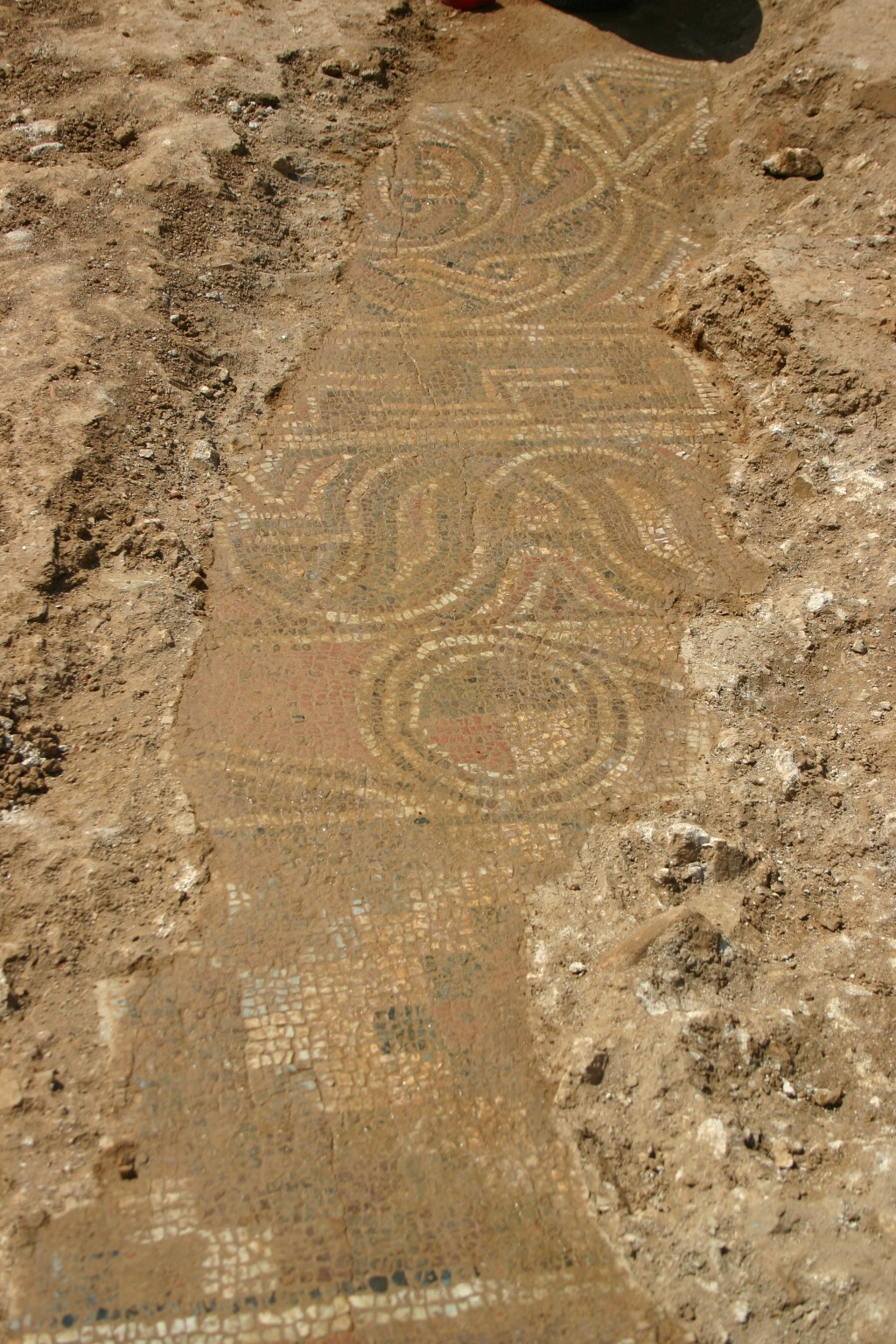
Detall del paviment de mosaic. Foto: Daniel Alcubierre Gómez
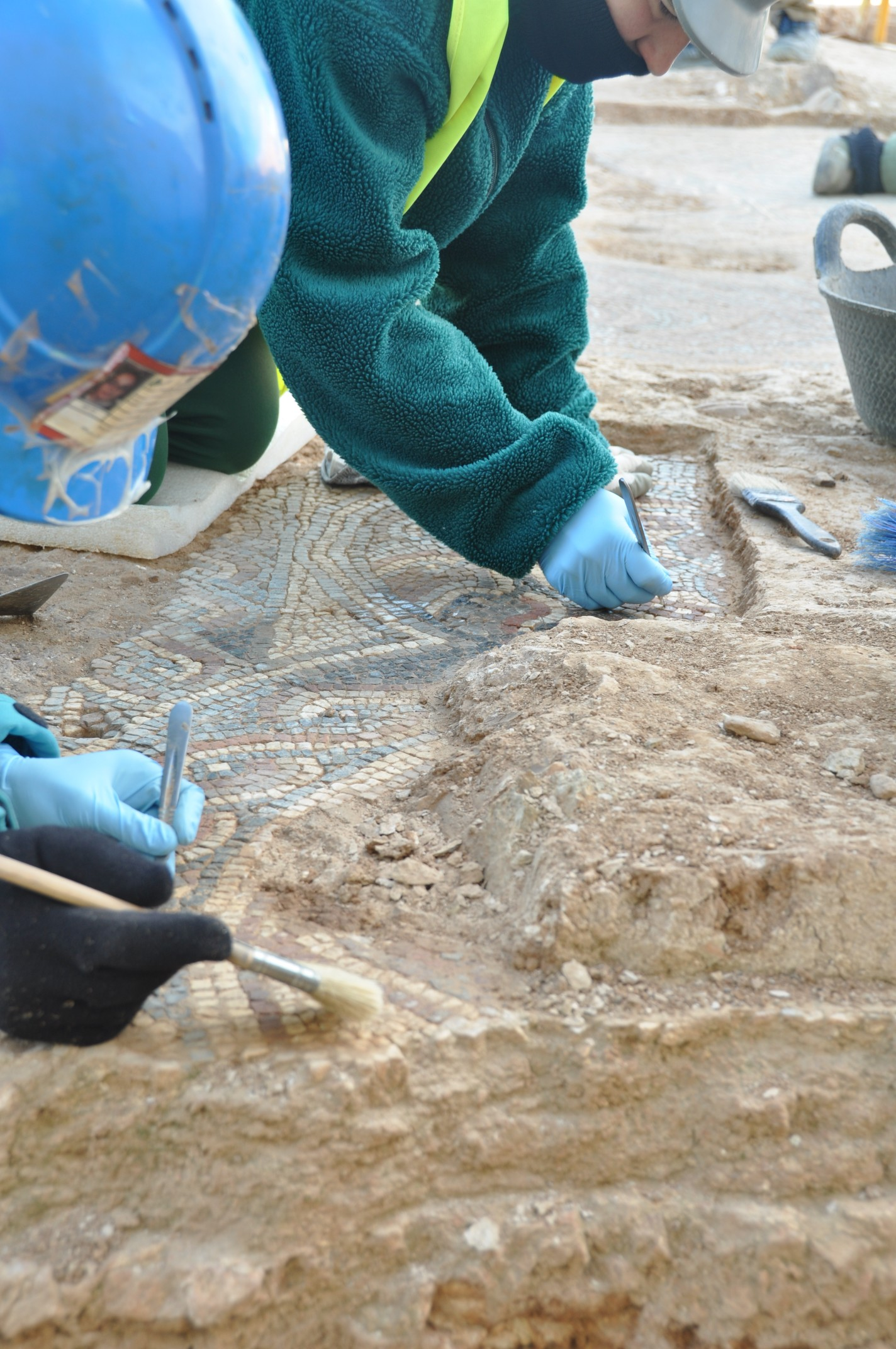
Detall dels treballs de neteja i excavació del mosaic de la vil·la romana del Pont del Treball Digne (Barcelona)
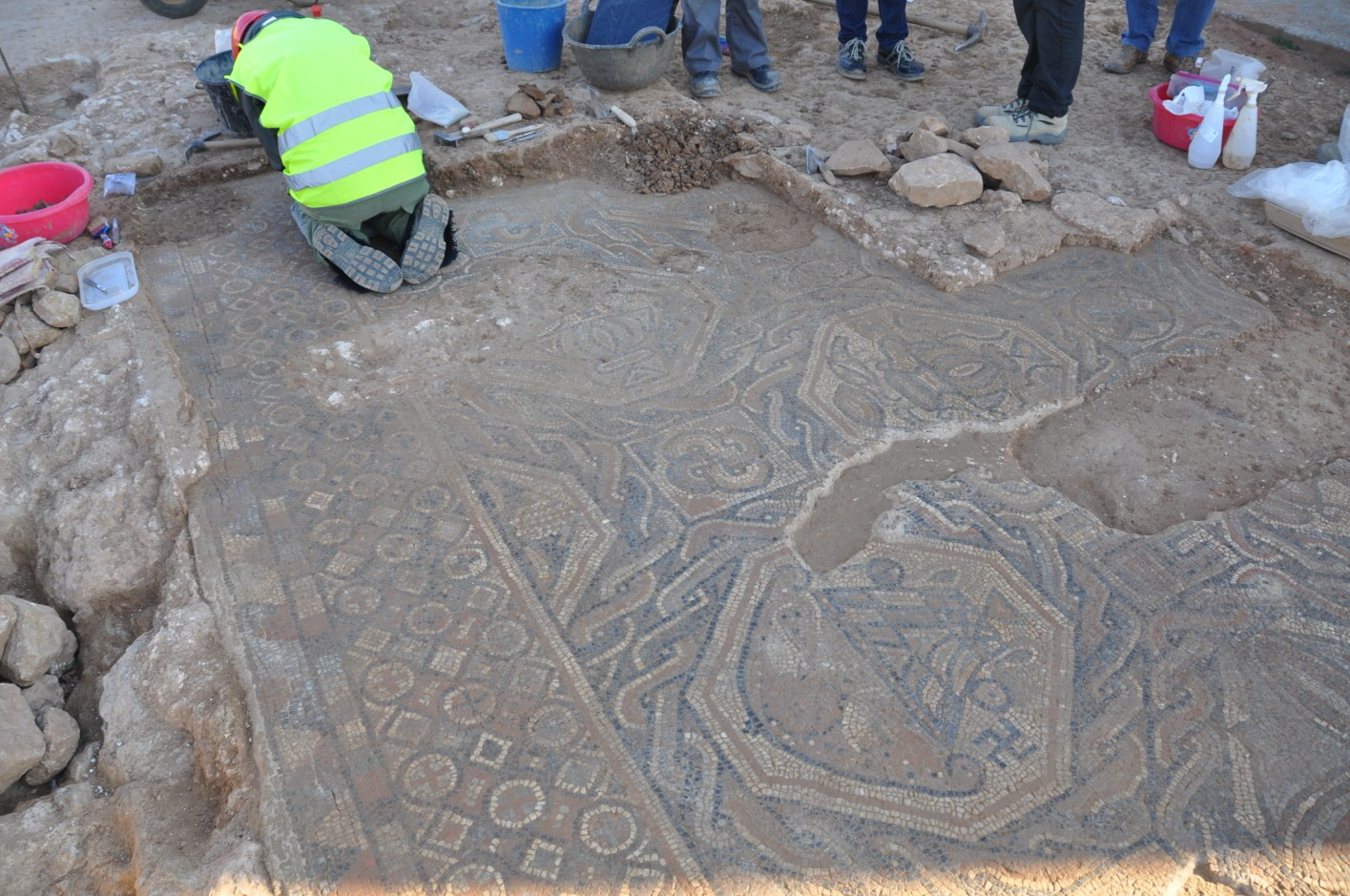
Detall dels treballs de neteja i excavació del mosaic de la vil·la romana del Pont del Treball Digne (Barcelona)
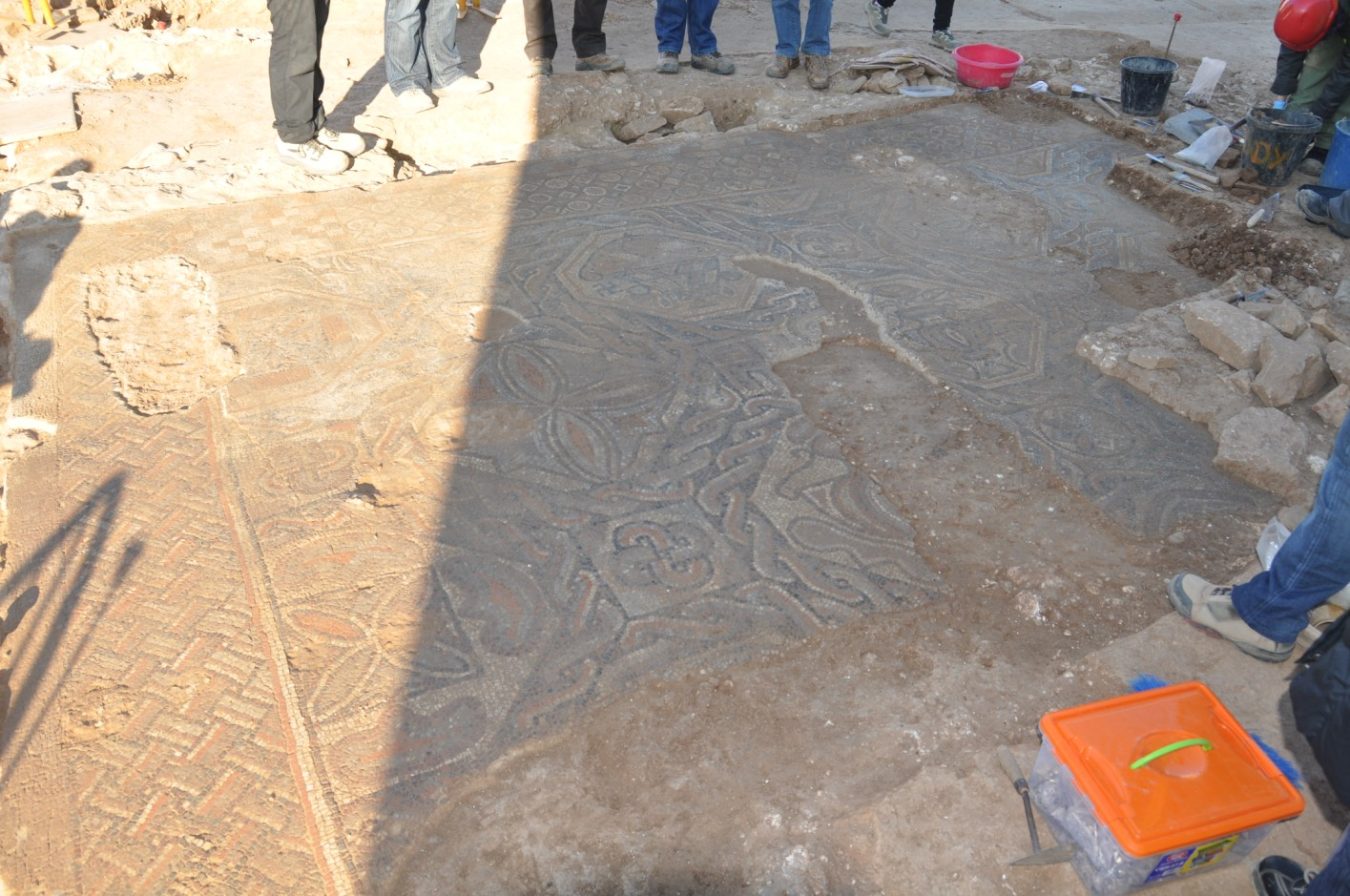
Vista general del mosaic de la vil·la romana del Pont del Treball Digne (Barcelona)

Actualment encara s'estan duent a terme els darrers treballs d'excavació de la segona fase, iniciats l'octubre de 2012, i que estan permetent acabar de documentar la resta de la vil·la romana, en concret la part urbana. Tanmateix, aquests treballs han permès realitzar grans troballes, com restes escultòriques o inscripcions epigràfiques.

L'excavació de la pars rustica ha permès localitzar i documentar un important complex de producció agropecuària de grans dimensions. La vil·la basava la seva activitat en el conreu de la vinya, i la producció de vi. S'han documentat les bases de les premses de vi o arca lapidum, en concret fins a sis posades en paral·lel. Les bases de les premses consisteixen en sis retalls de planta quadrangular, aproximadament de 2 x 2 m, realitzats al subsòl, i d'uns 2 metres de profunditat. La seva funció era encabir una caixa de fusta omplert a de pedres, funcionant com a contrapès de la mateixa premsa. 

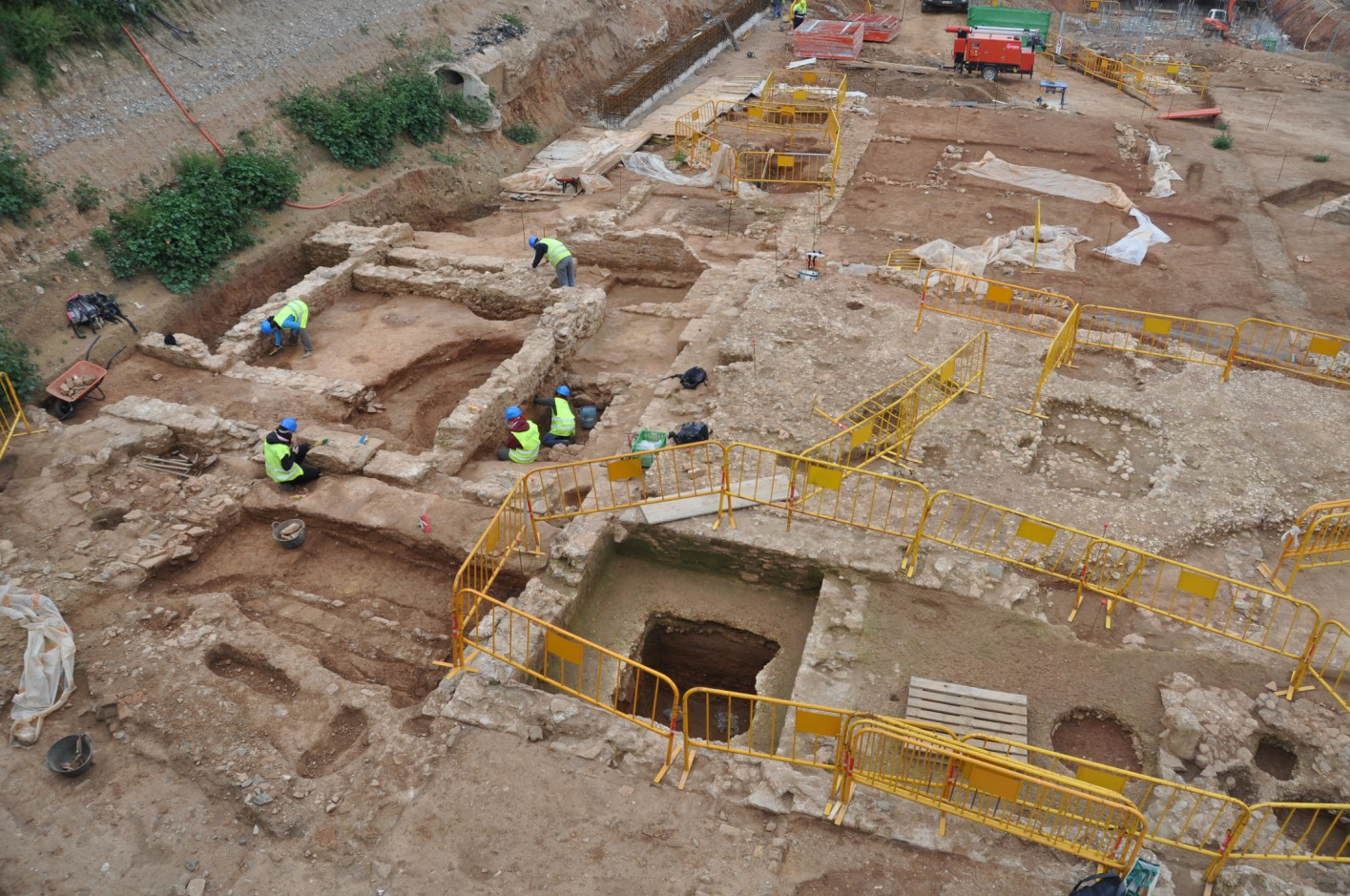
Vista general del complex de producció agropecuària i de les premses de la vil·la romana del Pont del Treball Digne (Barcelona). Pars rustica.

 Tot i que tot aquest conjunt es troba en procés d'excavació, podem apuntar que va funcionar fins aproximadament els segles iv i v dC. Durant els propers treballs d'excavació es preveu poder localitzar la resta d'estructures relacionades amb aquest conjunt de producció vitivinícola, com seria la zona de premsatge, els lacus per a dipositar el vi, així com les canalitzacions que durien el vi fins a la zona d'emmagatzematge conformada per un important camp de dolia. Cal destacar la troballa d'un cap de marbre de petites dimensions -14 cms d'alçada i 11cms d'ample-, que representaria a un ancià calb i barbut, i que formaria part d'una escultura. El fragment escultòric formava part dels nivells d'amortització de la zona de premses, datat cap a inicis del segle iii dC. La versemblança amb altres paral·lels escultòrics permetria identificar a aquest personatge amb el déu menor de l'embriaguesa Silè, un sàtir que pertanyia al seguici del déu Dionís, l'equivalent grec del déu Bacus, i que prèviament havia estat el seu mestre i pare adoptiu.

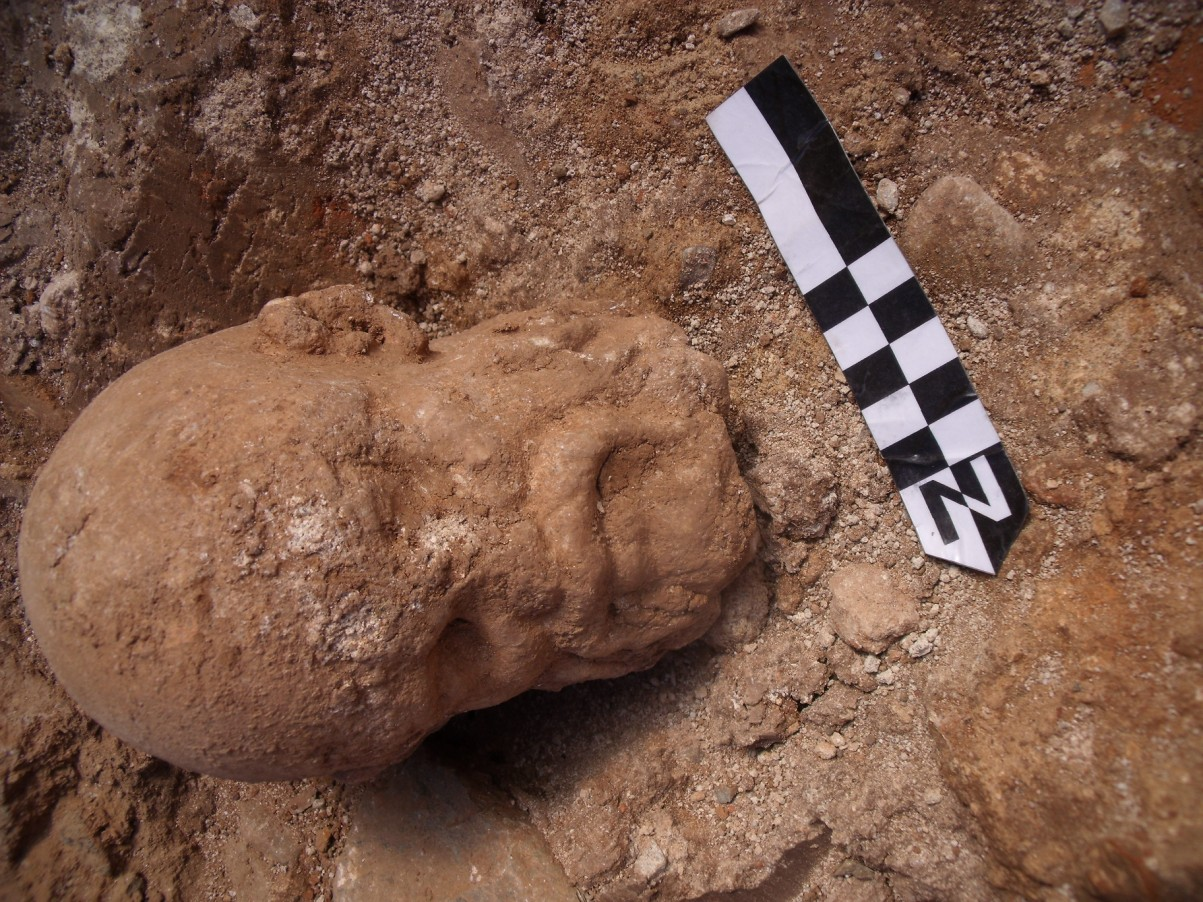
Cap escultòric d'un Silè recuperat als treballs de la vil·la romana del Pont del Treball Digne (Barcelona)

Al costat sud de la pars urbana es documenta un gran recinte o pati obert de planta quadrada. El patí està delimitat per un mur perimetral de no gaire entitat, del qual es conserven els costats oest, sud i nord. Dins d'aquest pati, que va funcionar com a mínim fins als segles IV-V dC, es localitzen diferents retalls de funció indeterminada, així com un conjunt de tres dolia, grans gerres de ceràmica per a contenir diversos productes, com oli o vi. Aquestes dolia presenten uns grafits incisos, amb nombres romans, que segurament tindrien a veure amb la capacitat, o la quantitat de producte emmagatzemat. Així mateix, dins d'aquest pati s'ha documentat el que semblaria ser un forn de grans dimensions.
Amb relació a aquest patí s'ha de destacar l'excavació d'un conjunt d'una vintena d'enterraments de nadons, la majoria posats de costat i coberts amb una tegula. L'enterrament de fetus a l'interior de les cases és un tret característic de la societat romana. D'una banda, es pot interpretar l'enterrament de fetus, fora dels recintes cementirials, pel fet que en ser nens que neixen morts no formen part de la societat. D'altra banda, també té un sentit de ritual, en relació al foment de la fertilitat i la riquesa de la casa.
A l'oest d'aquest pati es documenten diversos retalls indeterminats possiblement relacionats amb l'extracció d'argiles, així com diverses estructures relacionades amb la recollida d'aigües, un parell de pous, encara en procés d'excavació, així com un parell de sitges per l'emmagatzematge de gra. Dins d'una d'aquestes sitges es va recuperar el cap d'una estàtua de marbre relacionada amb el deu romà Bacus, o Dionís, el deu del vi i de les festes. 

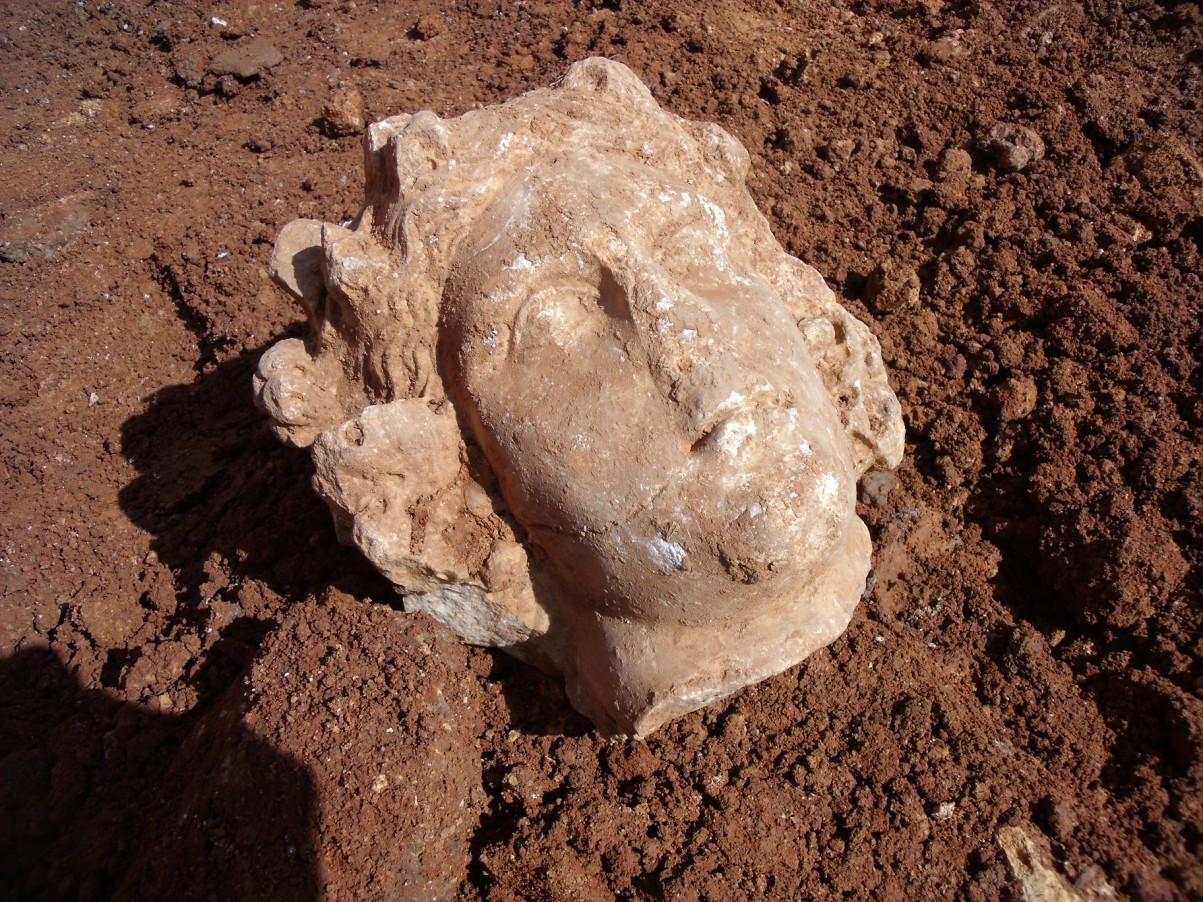
Cap escultòric del déu Bacus recuperat als treballs de la vil·la romana del Pont del Treball Digne (Barcelona)

Aquesta troballa, juntament amb la realitzada del possible cap del déu Silè, podrien formar part d'un mateix conjunt escultòric associat a un programa decoratiu relacionat amb el món de la vinya i el vi, de tanta importància al món romà. Això es veuria clarament refermat per la documentació a la vil·la d'un extens i extraordinari complex de producció agropecuària, que confirma que la vil·la basava la seva activitat en el conreu de la vinya i la producció de vi. La documentació de fins a sis premses en el mateix indret, i treballant coetàniament, fa palesa la importància d'aquesta vil·la com a centre productor vitivinícola. El vi laietà de la Tarraconense era exportat àmpliament arreu de l'Imperi romà per la seva qualitat.
També caldria fer esment a la important troballa d'una làpida amb una inscripció d'època augustal que es troba reaprofitada en un mur de la pars rustica, possiblement de la darrera fase de la vila (S.IV-VdC). 

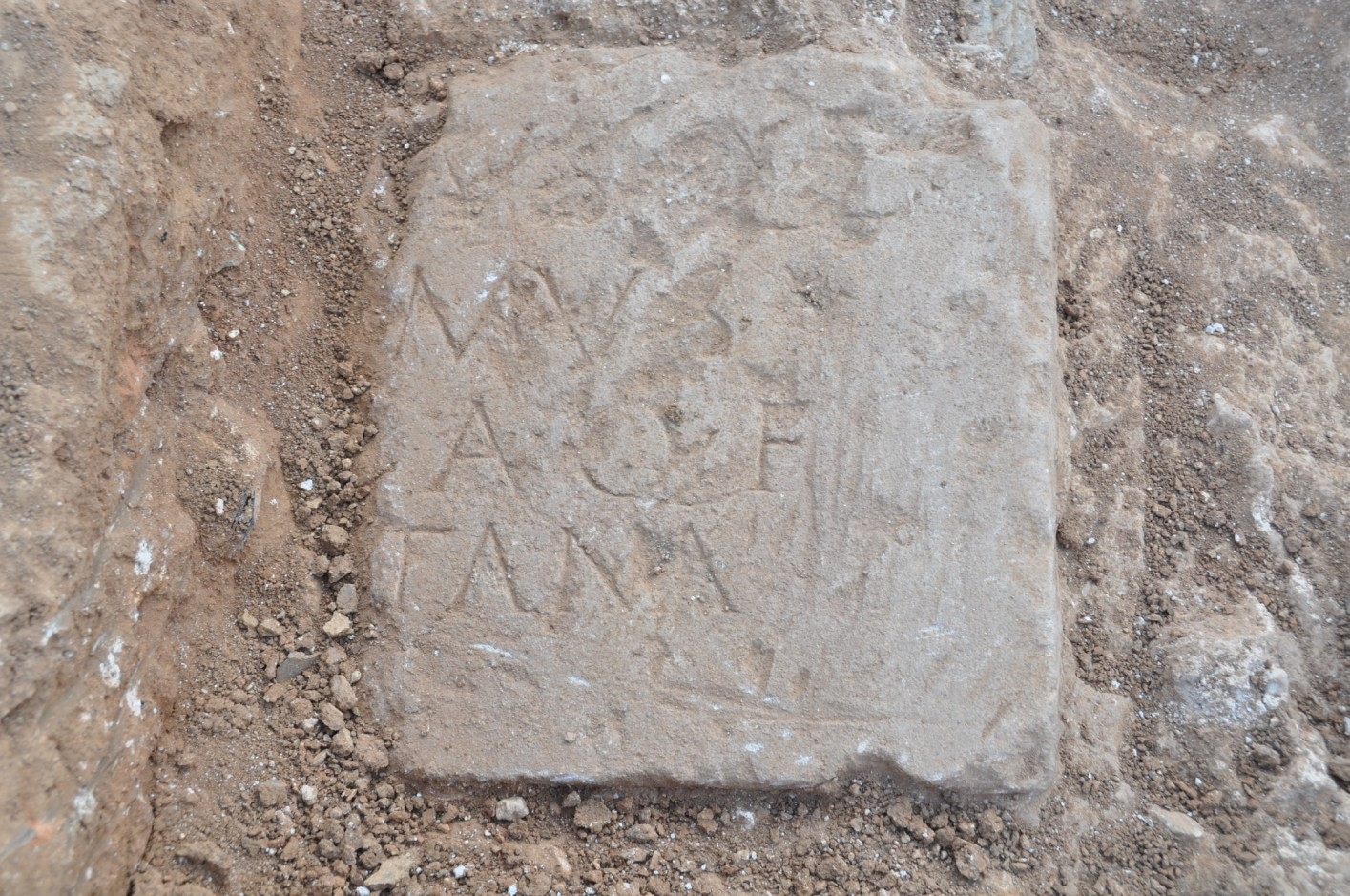
Làpida epigrafiada recuperada als treballs de la vil·la romana del Pont del Treball Digne (Barcelona)

Pel que fa a la pars urbana de la vil·la, aquesta encara es troba en procés d'excavació. De moment aquests treballs han permès confirmar la continuïtat de les diferents estances que ja es van documentar durant l'anterior intervenció del 2011, permetent dibuixar un importantíssim complex, amb un pati central que funcionaria com a distribuïdor de les diferents estances, així com un espai de passadís porticat, es pot afirmar que es tracta d'un pòrtic pel fet que s'han trobat les restes in situ de les bases de les columnes, així com algun fust en posició secundària. Moltes de les estances que s'estan localitzant presenten paviment d'opus signinum, així com presència de revestiments amb pintures murals a les parets.

### Mas modern (S. XVI-XX)
Direcció arqueològica: Inma Mesas (CODEX). Desembre 2010-febrer 2012. 

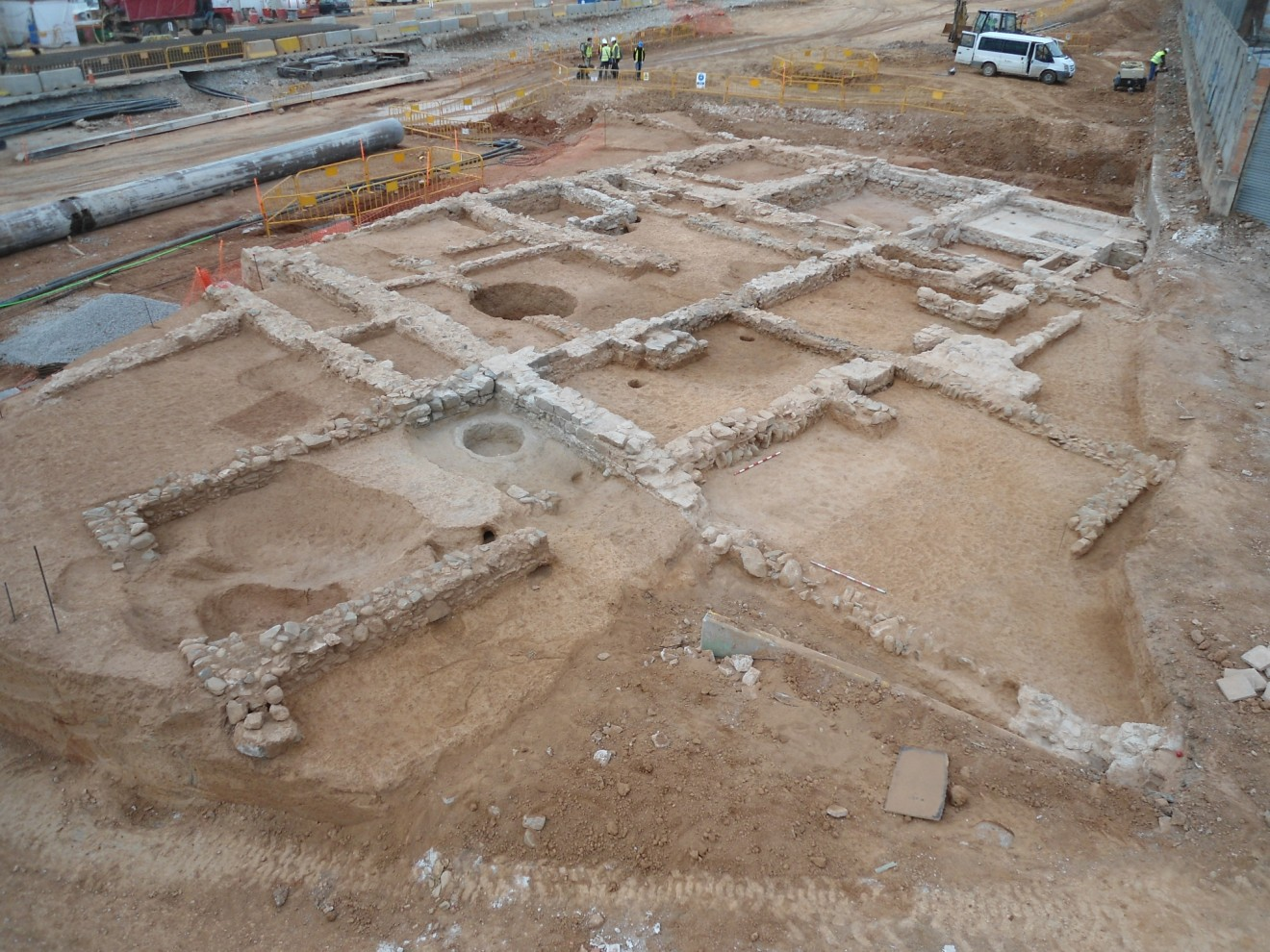
Vista general de l'antiga masia de Can Iglésies. Foto: Imma Mesas (CODEX SCCL

Durant els treballs duts a terme a les obres dels Accessos a l'estació de Sagrera, en el tram comprés entre el Pont del Treball Digne, la Ronda de Sant Martí i la Rambla de Prim, s'ha localitzat les restes d'un mas del segle xvi, que va restar dempeus com a mínim fins a mitjan segle xx. Aquestes restes es correspondrien a la masia coneguda com a Can Iglesias, element característic del paisatge i passat agrícola de Sant Martí de Provençals.
L'edifici es divideix en tres cossos constructius que es correspondrien a tres moments diferenciats entre el segle xvi i el XVIII. El cos principal original s'edifica a inicis del segle xvi, i permet identificar un cos rectangular de 5 per 4 metres que es localitza a l'angle sud-oest del conjunt. No és fins a la segona meitat del segle xvii quan s'edifica un nou cos paral·lel al primer, ampliant el mas vers al nord-est, i dibuixant una planta rectangular de 18 metres per 10 metres. L'edifici es divideix en tres crugies de la mateixa amplada, i cadascuna d'aquestes se subdivideix en petits àmbits, molts d'ells dedicats a funció de dipòsits o d'emmagatzematge.
Malgrat que només es conserva la planta baixa de la masia, aquesta tindria fins a tres plantes, sent la planta inferior dedicada a magatzems i àrea de treball, el primer pis destinat a la residència dels amos, i la darrera per les golfes.
Al segle xviii s'acabarà configurant la fesomia definitiva del mas, tot edificant un tercer cos a la part posterior de l'edifici, i en perpendicular a l'anterior, però mantenint la planta quadrangular de tot el conjunt. Aquesta nova ampliació presenta una planta quadrangular de 9 per 18 metres, també dividida en tres crugies compartimentades en àmbits.
Durant el segle xix molts dels àmbits es rehabiliten o es reformen, per adaptar-se a noves funcions, els quals es mantindran en funcionament fins a la segona meitat del segle xx, moment del seu enderroc.

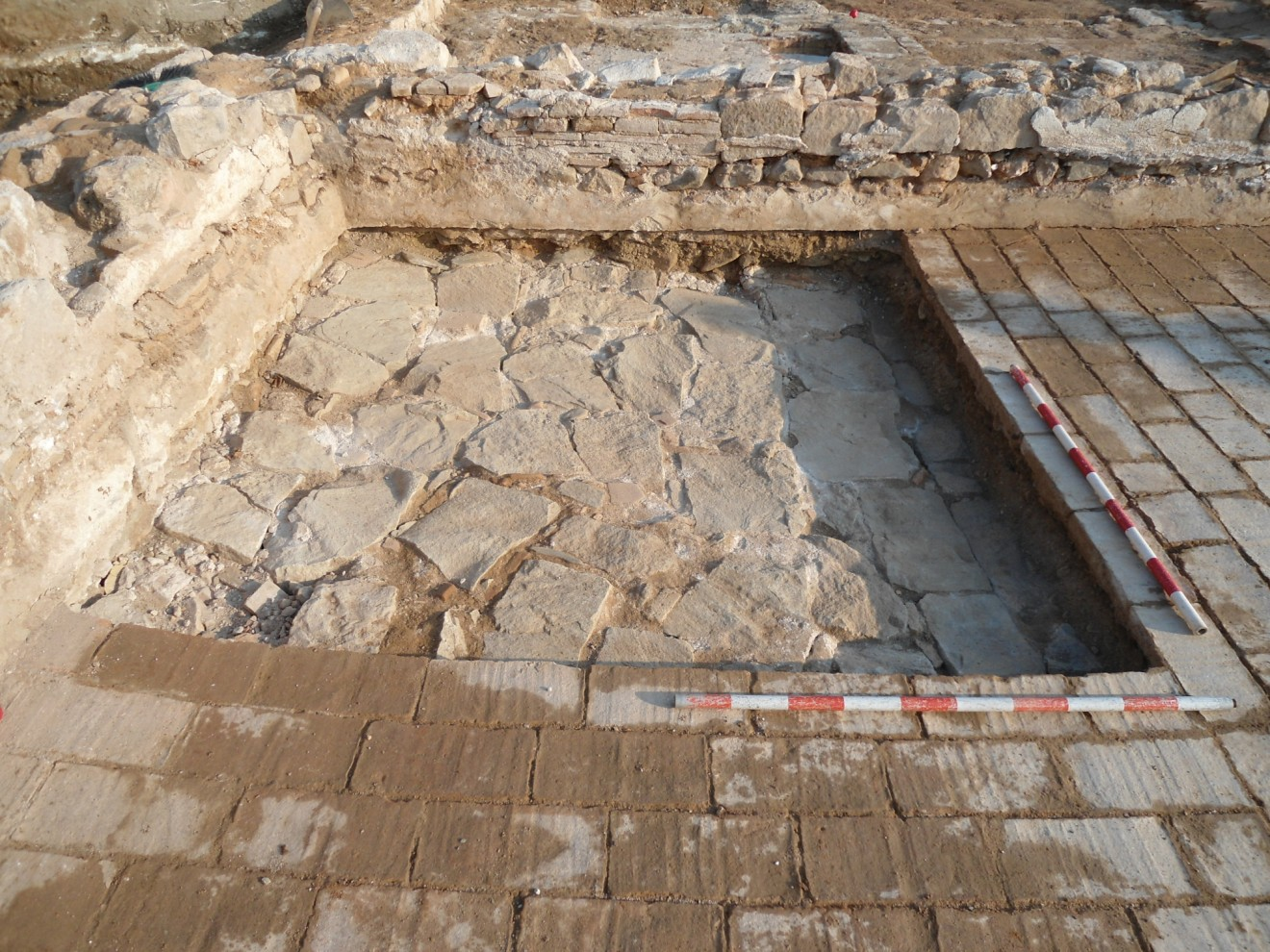
Detall del paviment i de la solera del celler de Can Iglésies. Foto: Imma Mesas
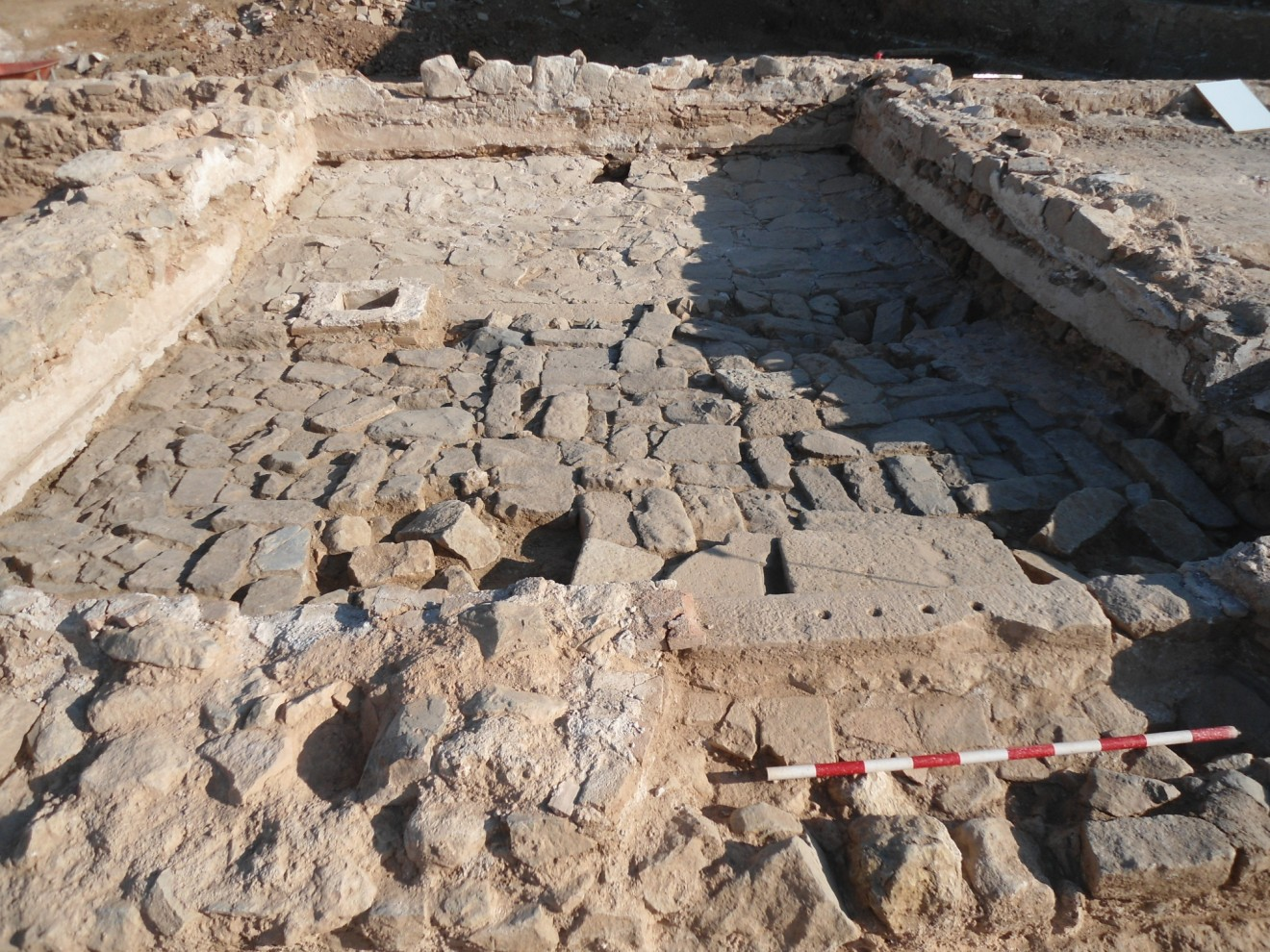
Detall del paviment d'un dels àmbits de la masia de Can Iglésies. Foto: Inma Mesas.
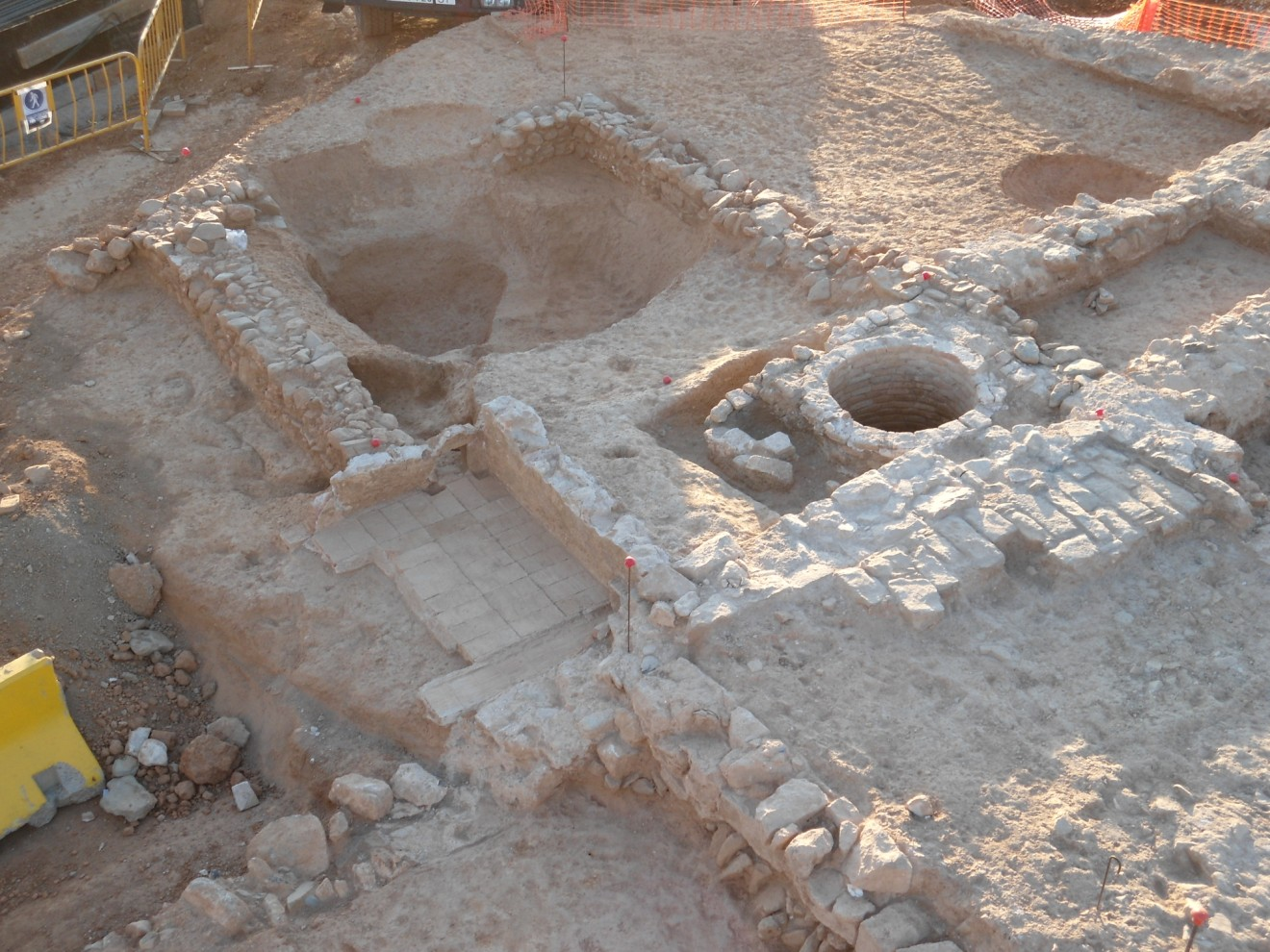
Vista general dels diferents àmbits de la masia de Can Iglésies. Foto: Inma Mesas
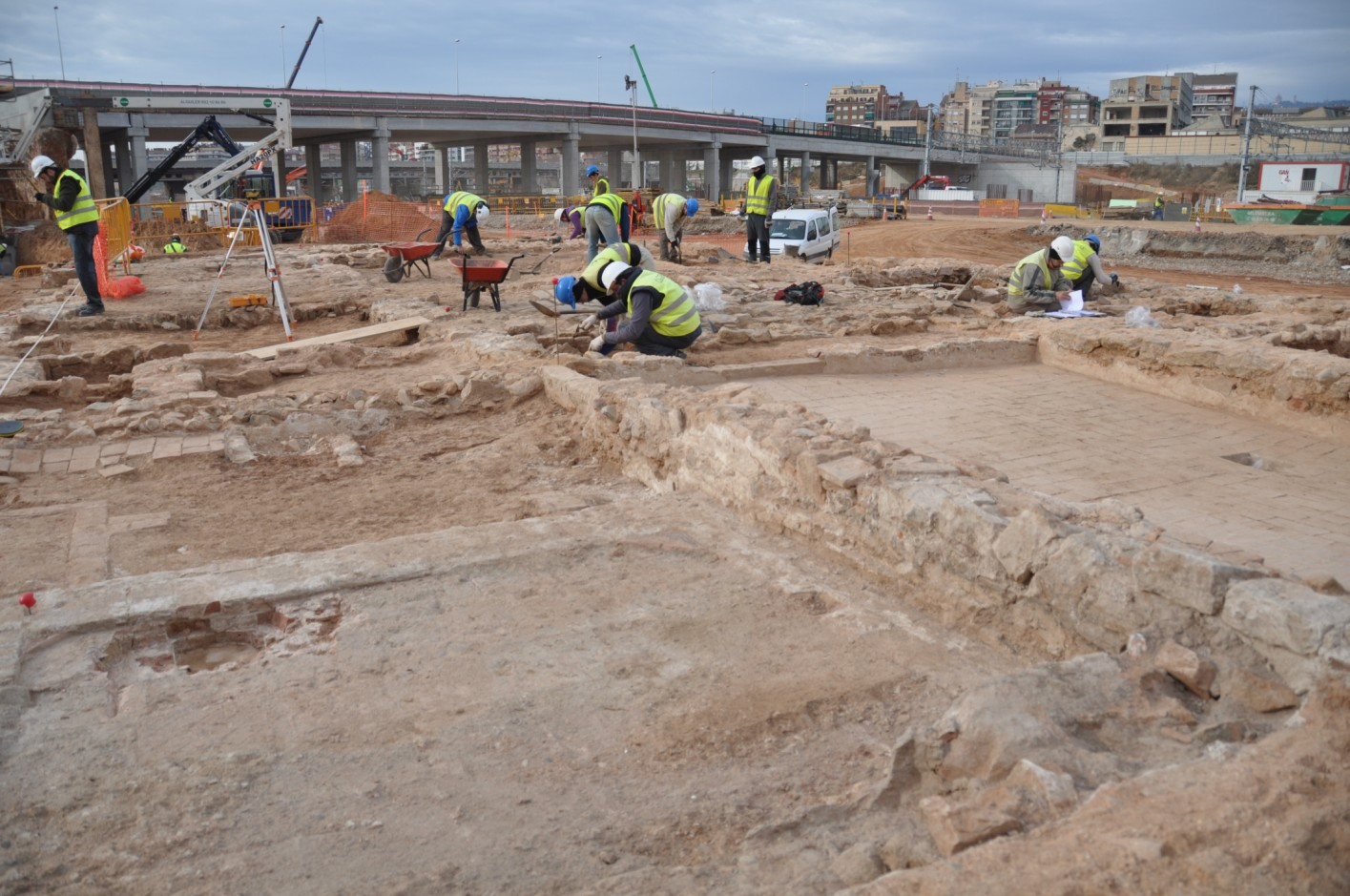
Vista general dels treballs arqueològics de la masia de Can Iglésies (Sant Martí de Provençals)

### Can Portabella-Rec Comtal (S. XVIII-XX)
Direcció arqueològica: Estíbaliz Monguiló (Antequem). Agost 2008-abril 2012. 

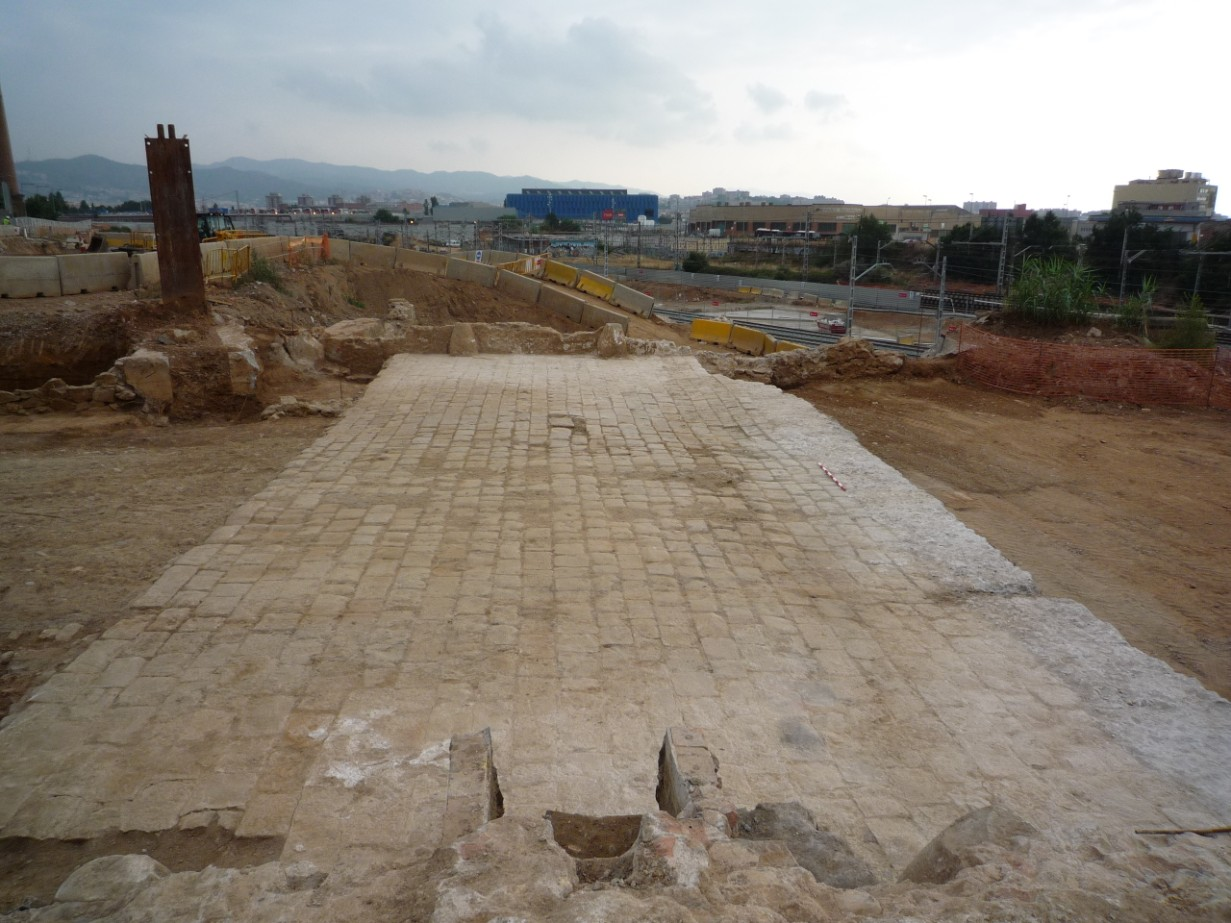
Vista general de la part superior del pont del carrer de la Riera d'Horta. Foto: Estíbaliz Monguiló (Antequem)

Entre els anys 2009 i 2010 s'excavà els fonaments de Can Portabella, fàbrica de filats de lli, construïda a partir de l'any 1878, identificant-se algunes crugies de les diverses naus, així com els dipòsits, cisternes i conduccions subterrànies. Aquest edifici es bastí al costat de l'antic Rec Comtal, fossilitzat avui en dia en els actuals carrers del Segre i Josep Soldevila, i que durant el segle xix continuava funcionant. Aquests treballs arqueològics han permès recuperar fins a 315 metres de llargada del Rec Comtal, i que en el seu costat nord enllaçava amb Can Portabella amb un conjunt de contraforts i reforçat per un mur de pedra. Destacar la troballa de l'antic pont del carrer Riera d'Horta, datat del segle xviii, que creuava el Rec Comtal amb una amplada de 17 metres i un paviment de llambordes.
El Rec Comtal té els seus orígens a principis de la segona meitat del segle x, i es tractava d'un gran canal a cel obert que naixia al pous de Montcada, realitzat amb murs de carreus de pedra de Montjuïc, i que vertebrava el territori de Barcelona. El propòsit fonamental del Rec era fer moure els molins ubicats al llarg del seu recorregut, regar les terres, abastir nous espais productius amb molta necessitat d'aigua, com les carnisseries, o les adoberies, etc. i, potser en darrer terme i segurament en poca quantitat, l'aigua de boca. Aquesta construcció es va mantenir en ús fins a inicis del segle xx, amb la finalitat d'abastir d'aigua a les grans fàbriques sorgides durant el segle xix.

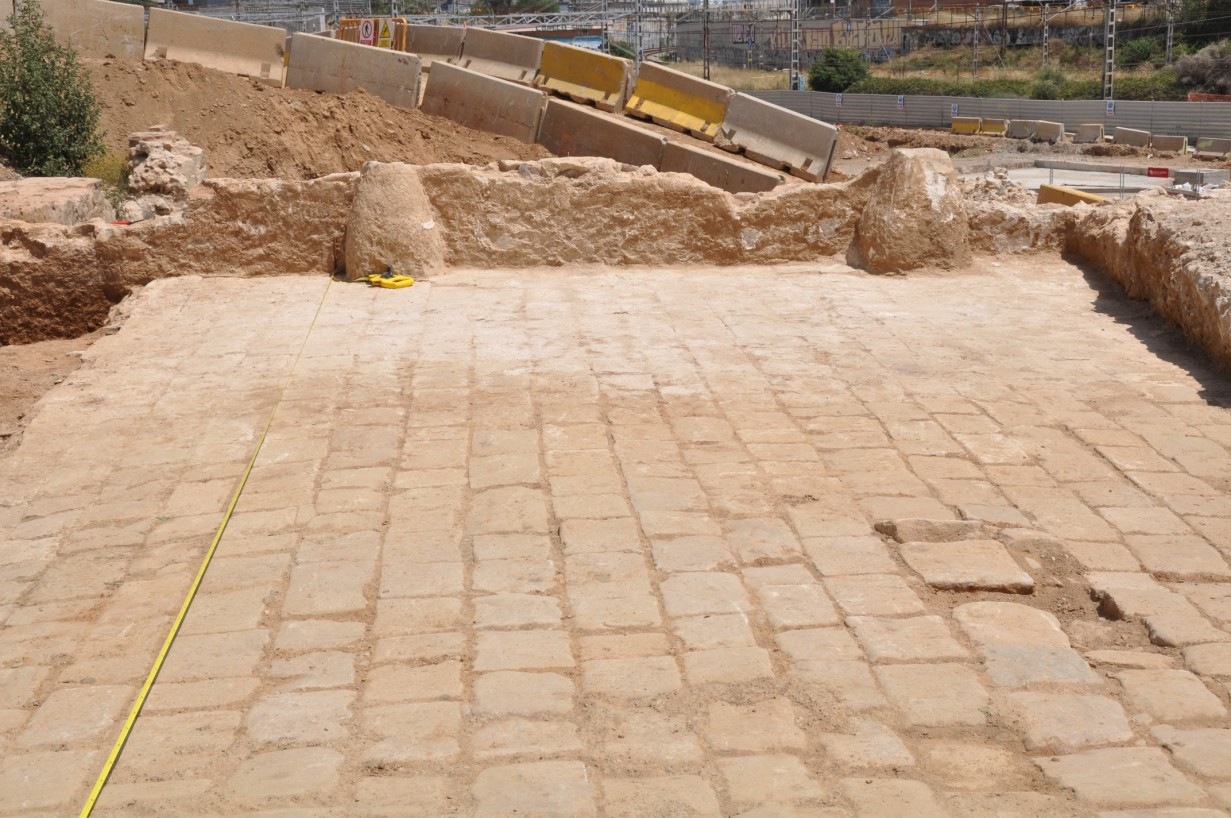
Foto de detall dels guardarodes del pont del carrer de la Riera d'Horta que creuava el Rec Comtal al segle xviii. Foto: Estíbaliz Monguiló
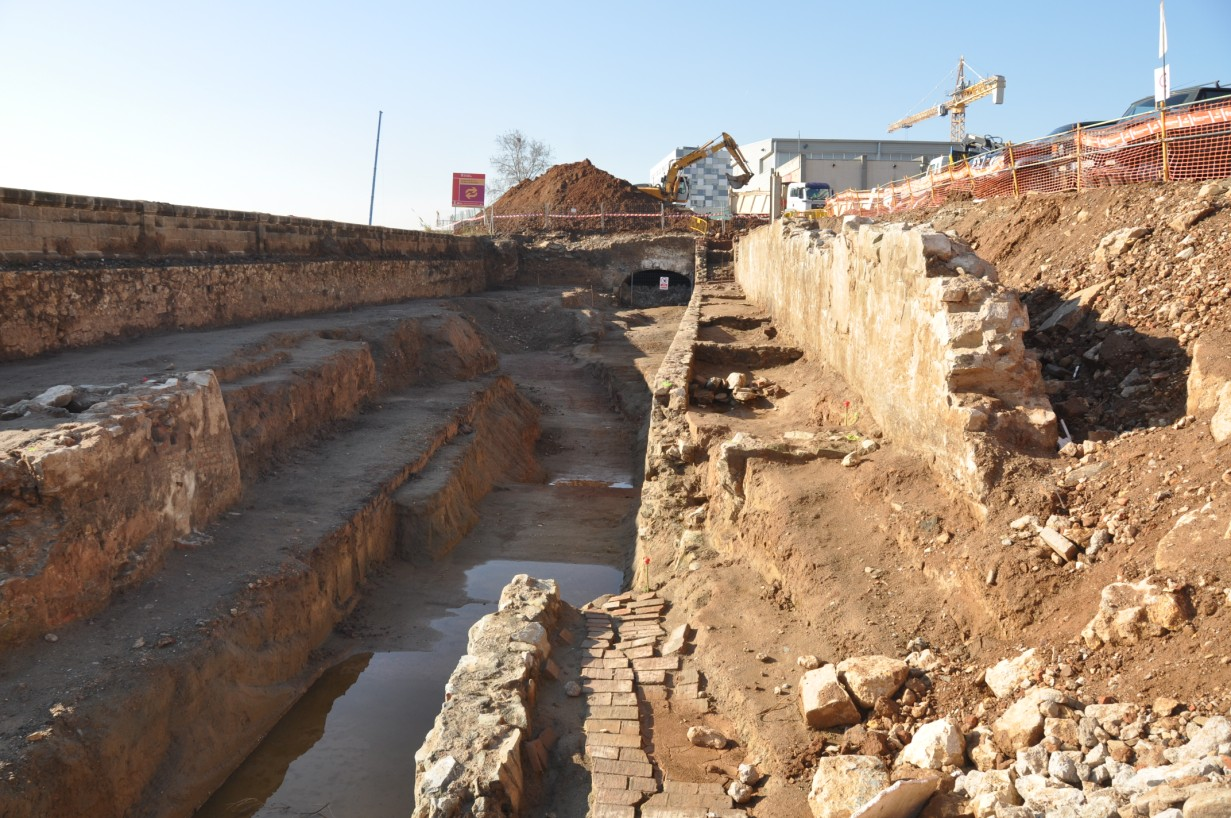
Visió general d'un tram del Rec Comtal de Sant Andreu al seu pas per la fàbrica de Can Portabella. Foto: Estíbaliz Monguiló
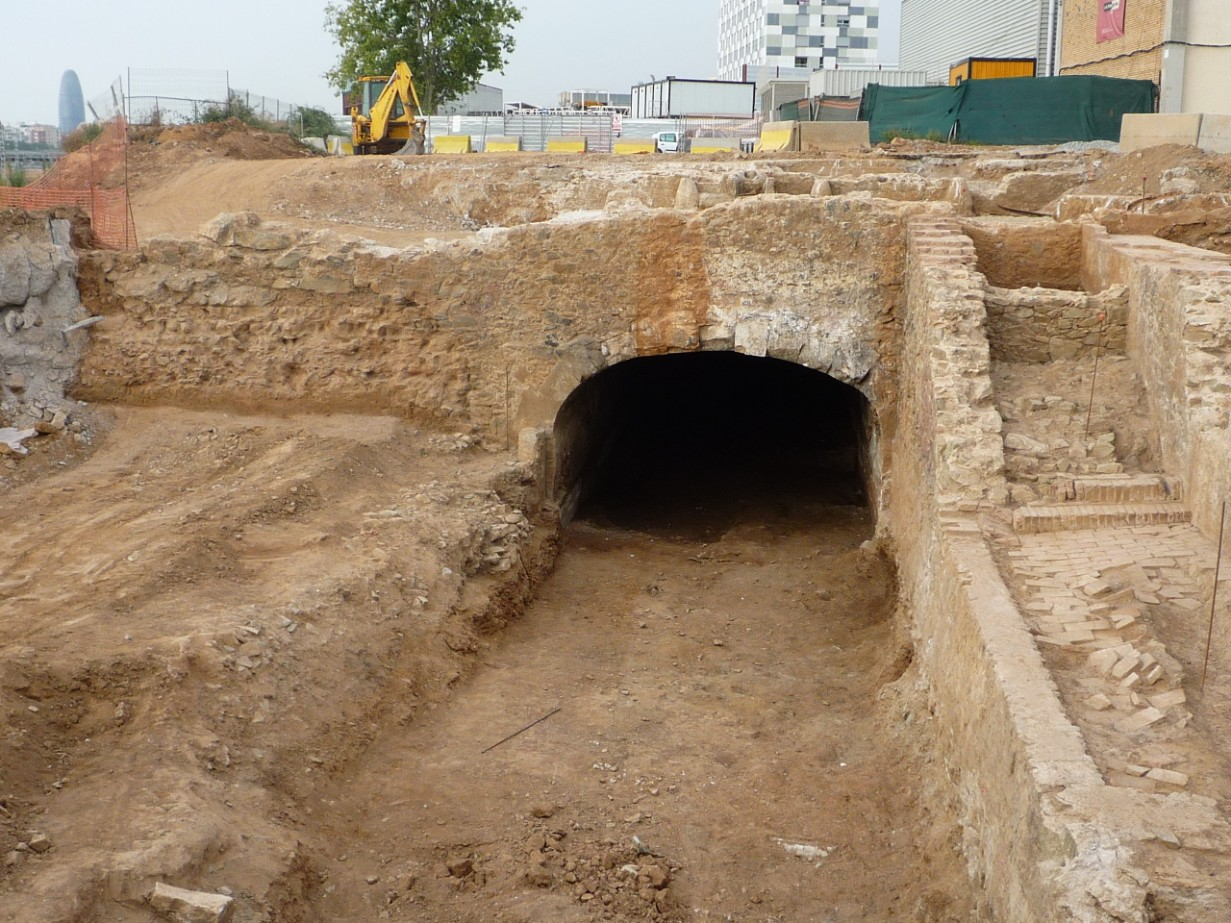
Vista frontal del pont del carrer de la Riera d'Horta que creua el Rec Comtal. Foto: Estíbaliz Monguiló
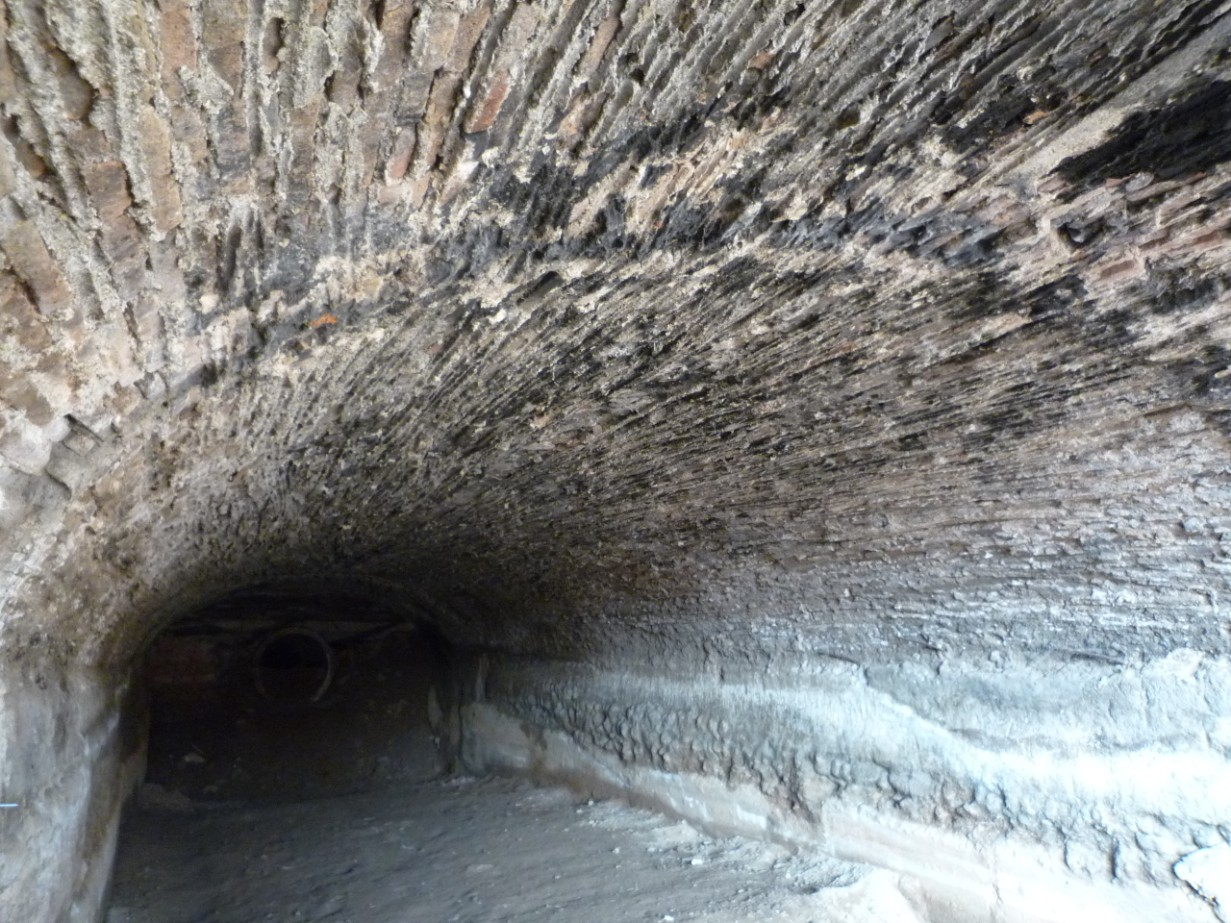
Vista interior de la volta del pont del carrer de la Riera d'Horta (Sant Andreu). Foto: Estíbaliz Monguiló
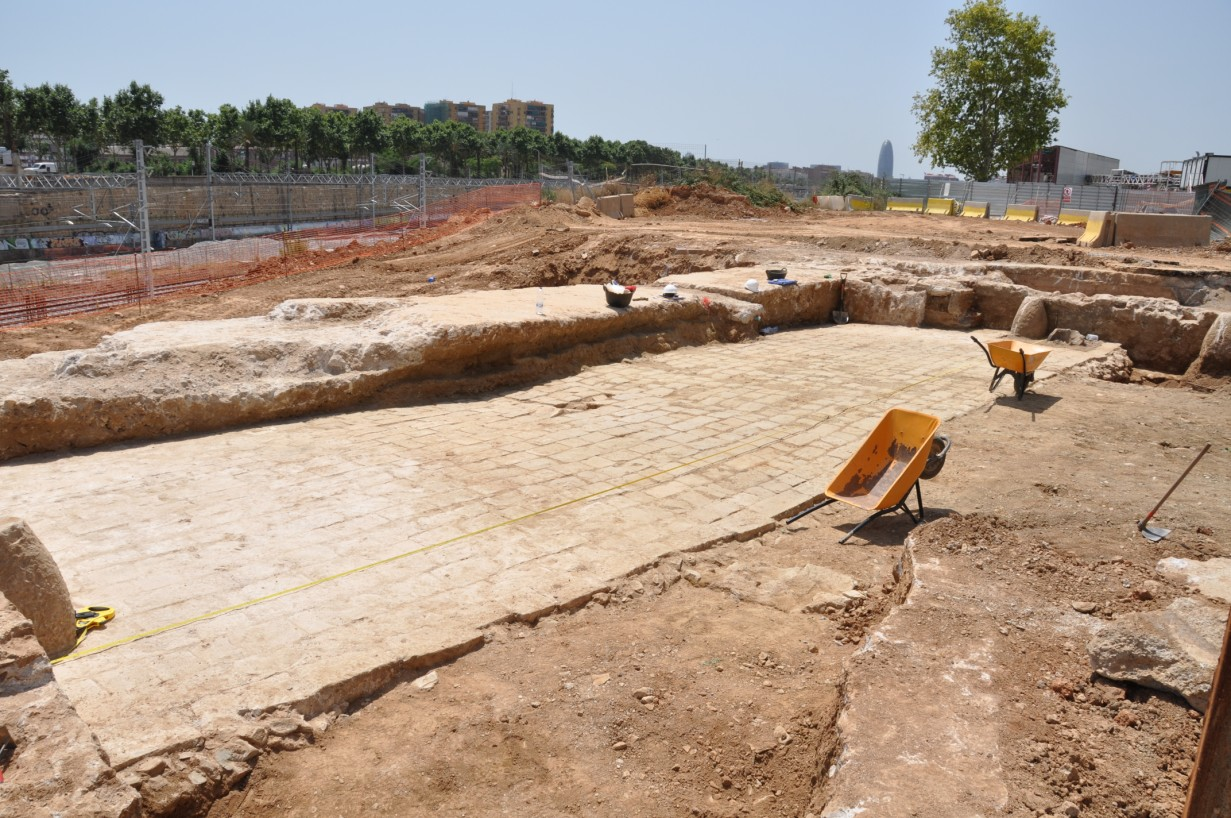
Vista general del pont del carrer de la Riera d'Horta que creua el Rec Comtal (Sant Andreu). Foto: Estíbaliz Monguiló

### Fosses d'inhumació (S. XVII)
Direcció arqueològica: Estíbaliz Monguiló (Antequem). Agost 2008-abril 2012. 

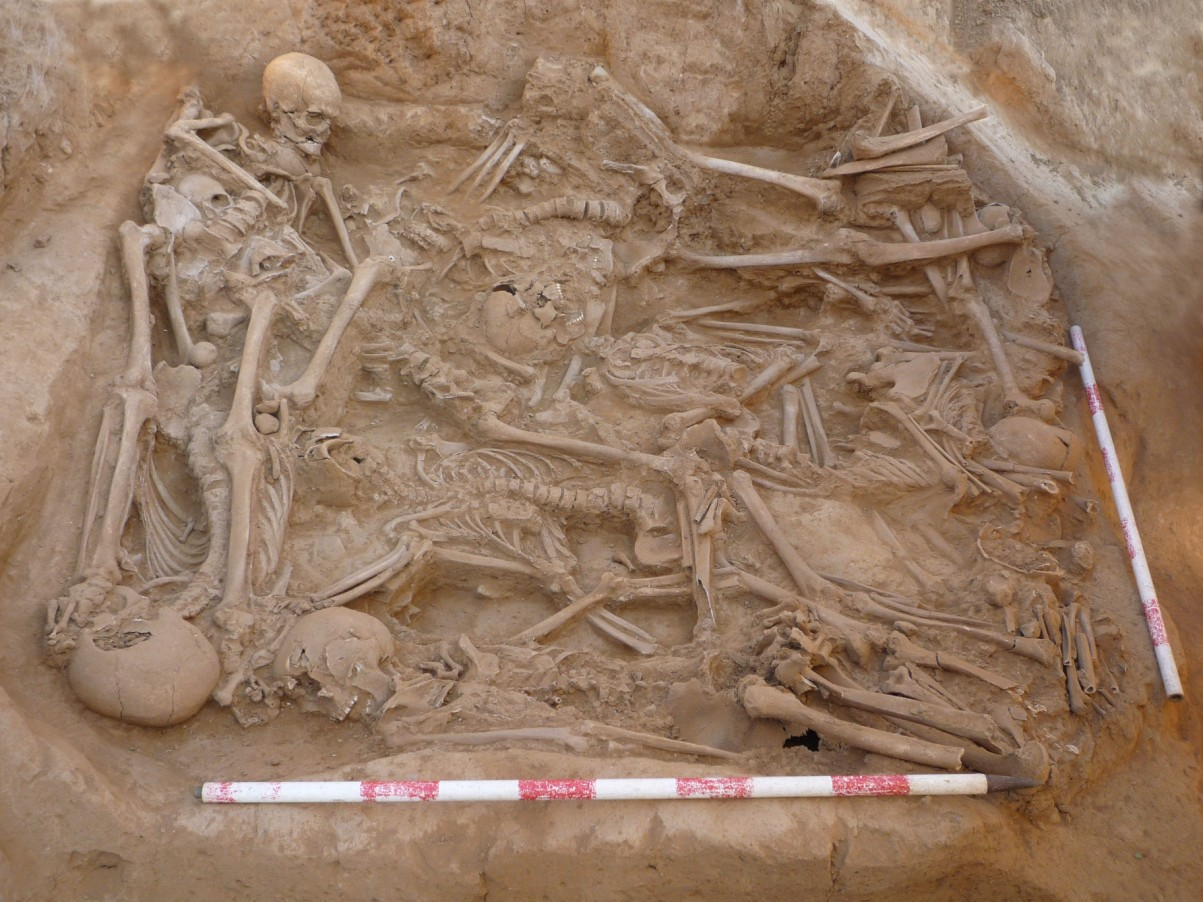
Fossa d'inhumació col·lectiva de mitjans del localitzada a les obres del LAV Sagrera. Foto: Estíbaliz Monguiló (Antequem)

Durant els treballs arqueològics realitzats al capdamunt de la rambla de Prim entre l'any 2011 i 2012 s'han documentat fins a 7 fosses d'inhumació col·lectives, d'entre 3 i 30 individus cadascuna, comptabilitzant més de 173 individus, tots ells adults, d'entre 16 i 35 anys i de sexe masculí, datats entre mitjan segle xvii i principis del segle xviii. Tot i que el material arqueològic és escàs, s'ha pogut recuperar un conjunt de sis monedes, la més moderna de les quals va ser encunyada els primers anys de la dècada de 1650, amb l'efígie de Lluís XIV de França “el Rei Sol” (1643-1715). Malgrat que la memòria científica es troba en procés d'elaboració, seria versemblant doncs pensar en un fet bèl·lic com a causant d'aquesta mortaldat, possiblement relacionant amb la Guerra dels Segadors (1640-1652), i en concret amb el Setge de Barcelona (1651-1652), on l'exèrcit de Felip IV de Castella, dirigit per Joan Josep d'Àustria van bloquejar Barcelona el mes d'agost de 1651 amb la construcció d'una línia fortificada des del Besòs fins a Montjuic, amb la construcció de diversos fortins de petites dimensions, i dos grans quarters generals, un d'ells de grans dimensions al llavors poble de Sant Martí de Provençals. La defensa de la ciutat va anar a càrrec de les tropes catalanes del Consell de Cent i tropes franceses de Lluís XIV. Fins a l'octubre de 1652 va persistir aquesta situació, amb petites sortides dels defensors per alliberar-se, i que ràpidament eren contestades per les tropes castellanes. El 13 d'octubre de 1652 la ciutat de Barcelona va capitular a mans dels castellans. Paral·lelament, durant la primavera del 1652 la pesta va colpejar la ciutat, cobrant-se milers de víctimes.
Tot esperant els resultats preliminars d'aquesta intervenció encara en curs, una possible hipòtesi seria, que els cossos recuperats d'aquestes set fosses, tots homes adults d'entre 16-35 anys i sense senyals de violència als seus cossos infligides per armes de foc (mosquets) o blanques (espases o baionetes), es podrien correspondre amb soldats castellans de les tropes de Felip IV, que assetjaven la ciutat de Barcelona l'any 1651-1652, i que van morir a causa de la Pesta que va assolar la ciutat en aquest moment. Aquestes fosses, estarien localitzades just a la rereguarda de la línia fortificada castellana, tot just als afores del Quarter de Sant Martí. Generalment els morts per pesta els enterraven en calç, fet que no es dona en aquest cas, potser per problemes d'intendència causat pel conflicte bèl·lic.
Properament s'iniciarà una segona fase d'aquests treballs amb l'excavació de fins a 40 fosses més d'inhumació, que suposarien l'exhumació de, com a mínim, 600 individus més.

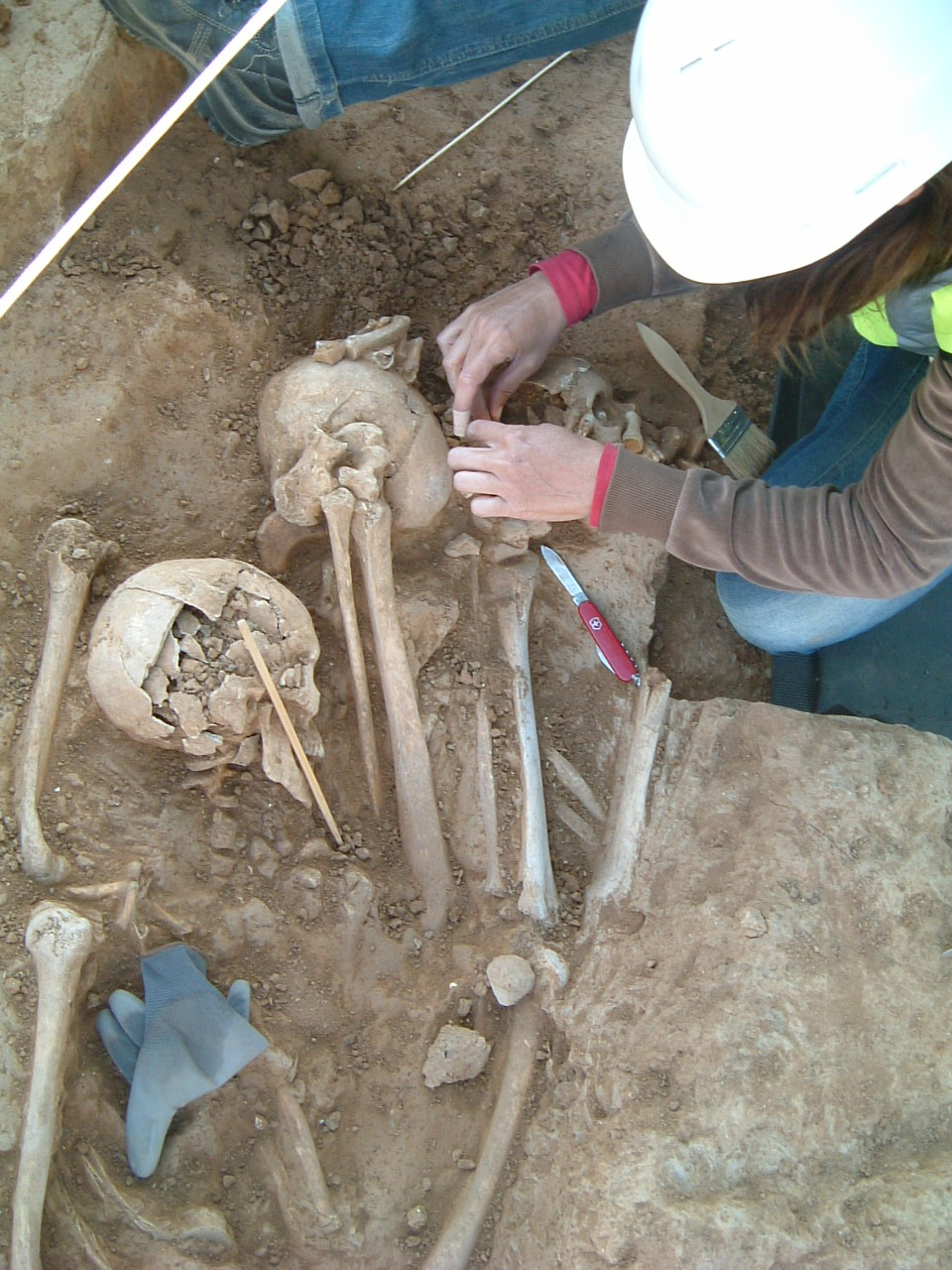
Procés d'excavació dels inhumats de les fosses modernes de la Rambla Prim (Barcelona). Foto: Estíbaliz Monguiló (Antequem)
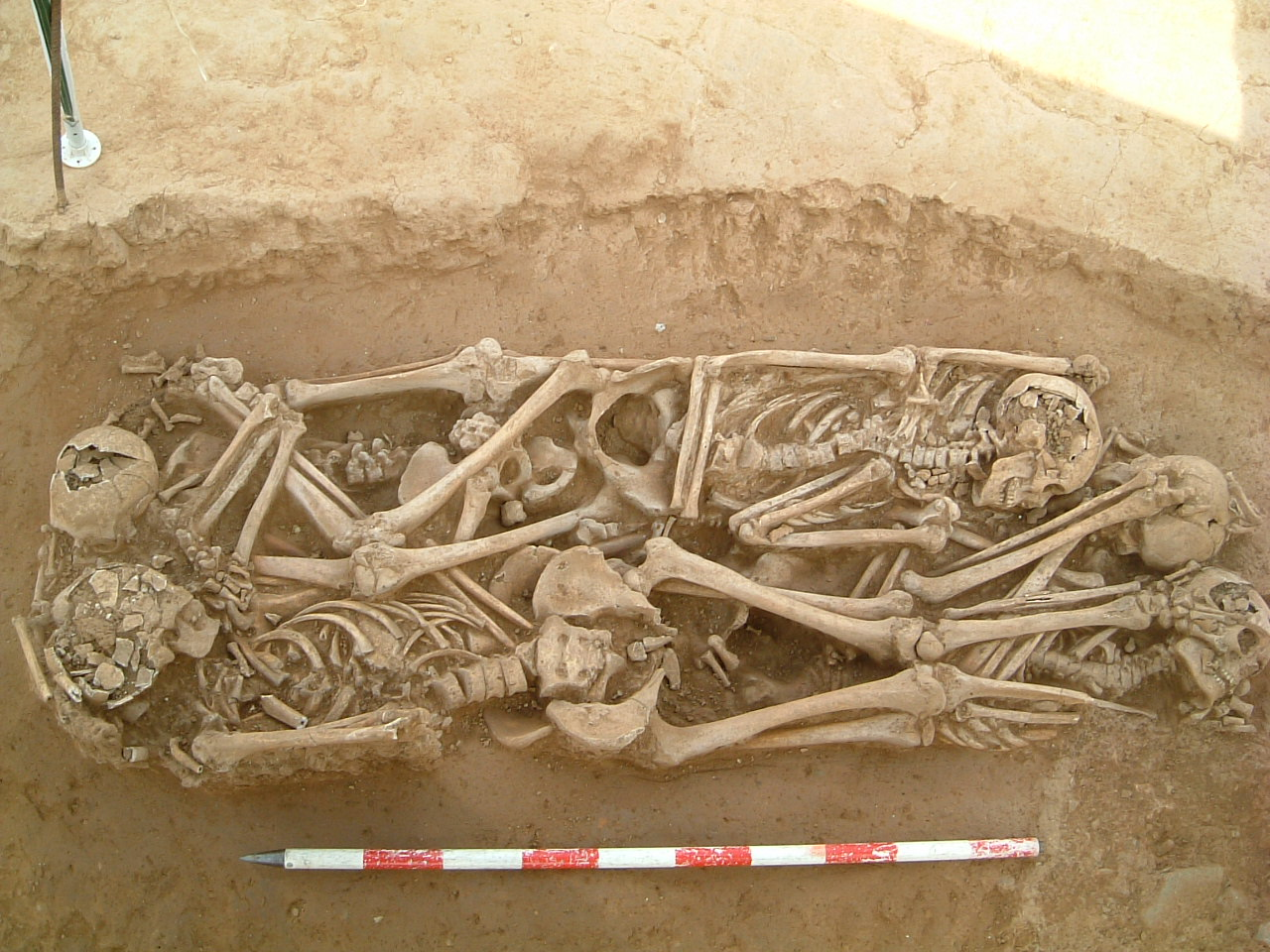
Detall d'un fossa d'inhumació moderna de la Rambla Prim (Barcelona). Foto: Estíbaliz Monguiló (Antequem)
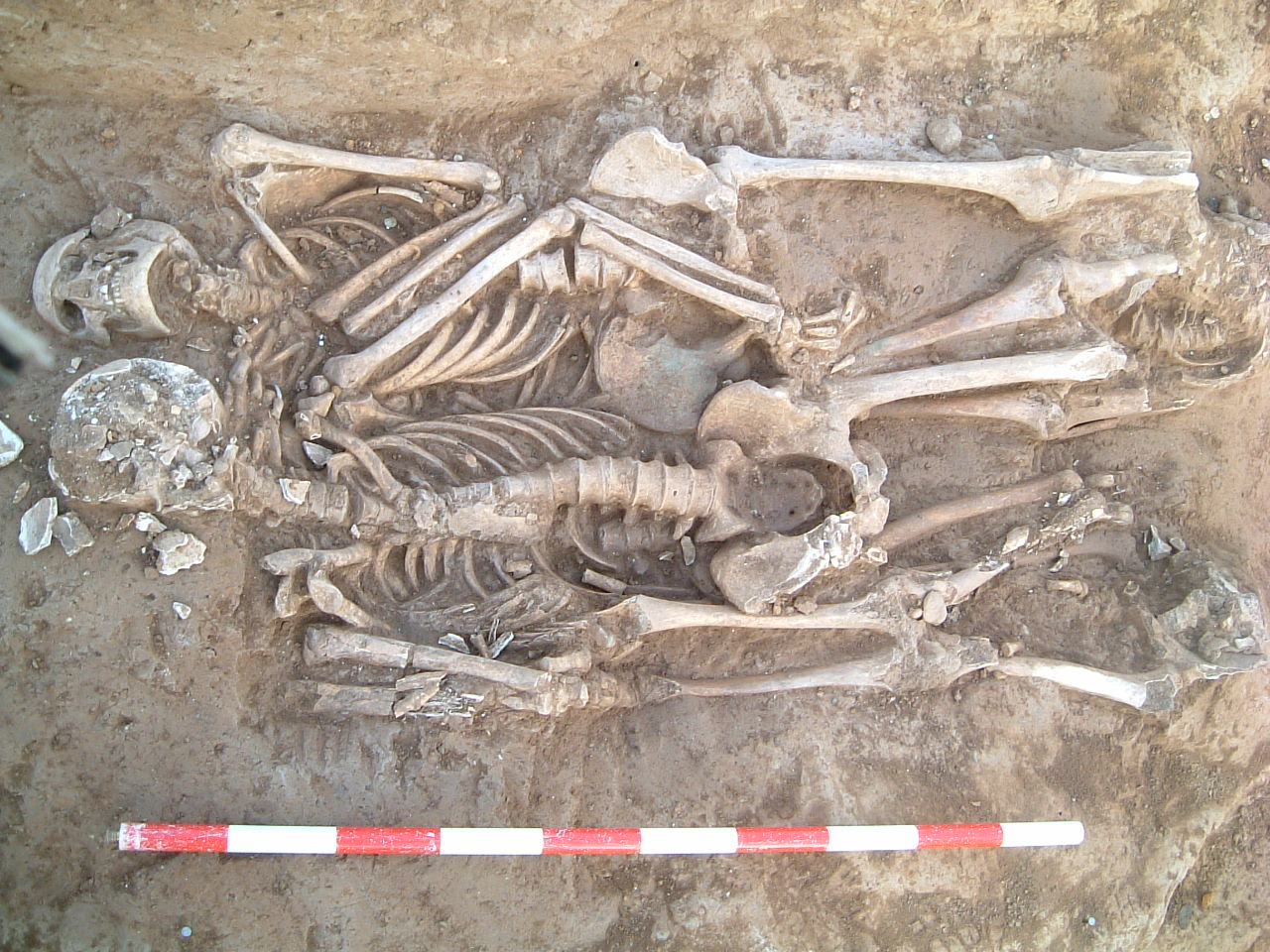
Detall d'un fossa d'inhumació moderna de la Rambla Prim (Barcelona). Foto: Estíbaliz Monguiló (Antequem)
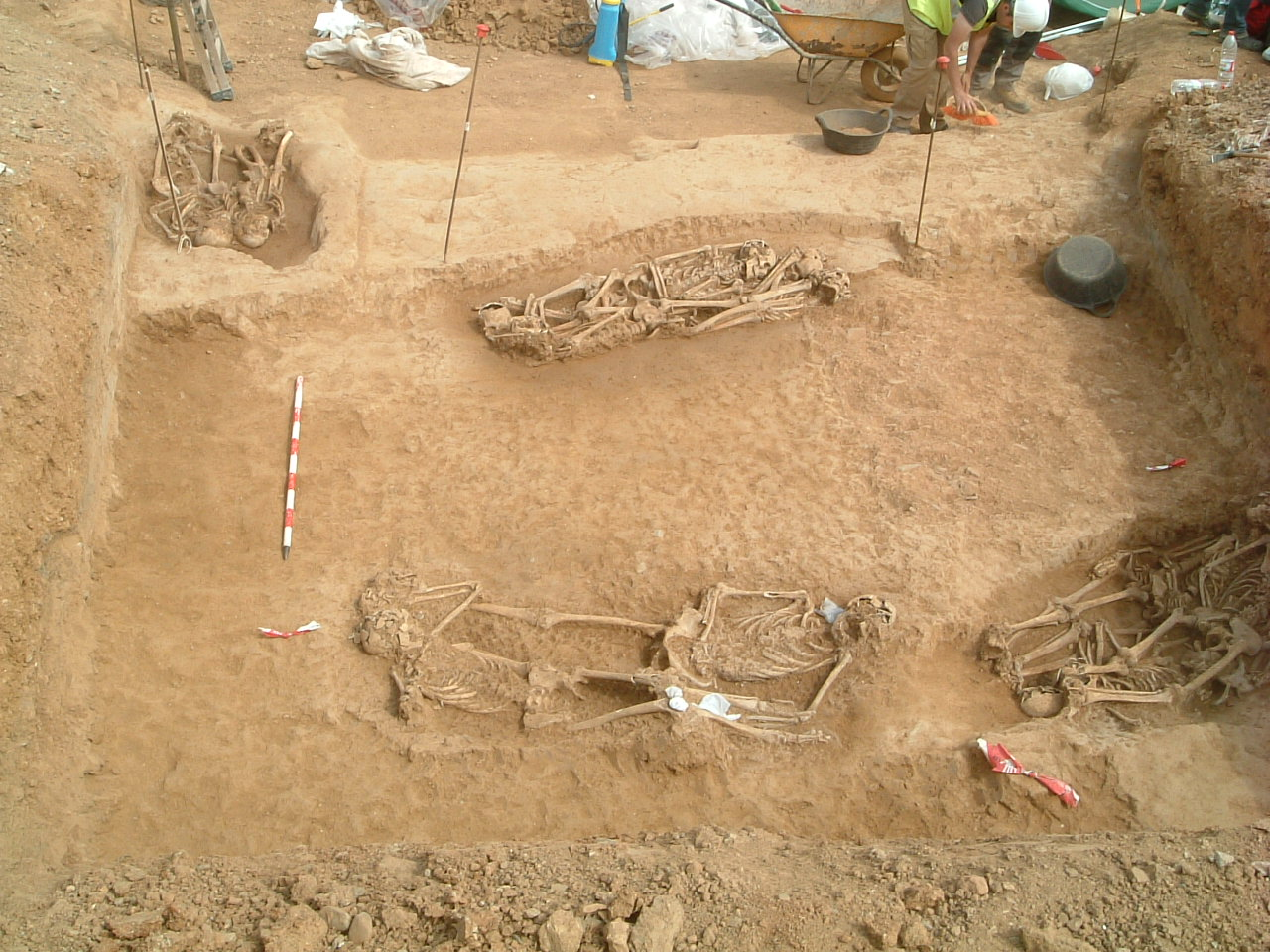
Vista general del conjunt de fosses d'inhumació modernes de la Rambla Prim (Barcelona). Foto: Estíbaliz Monguiló (Antequem)
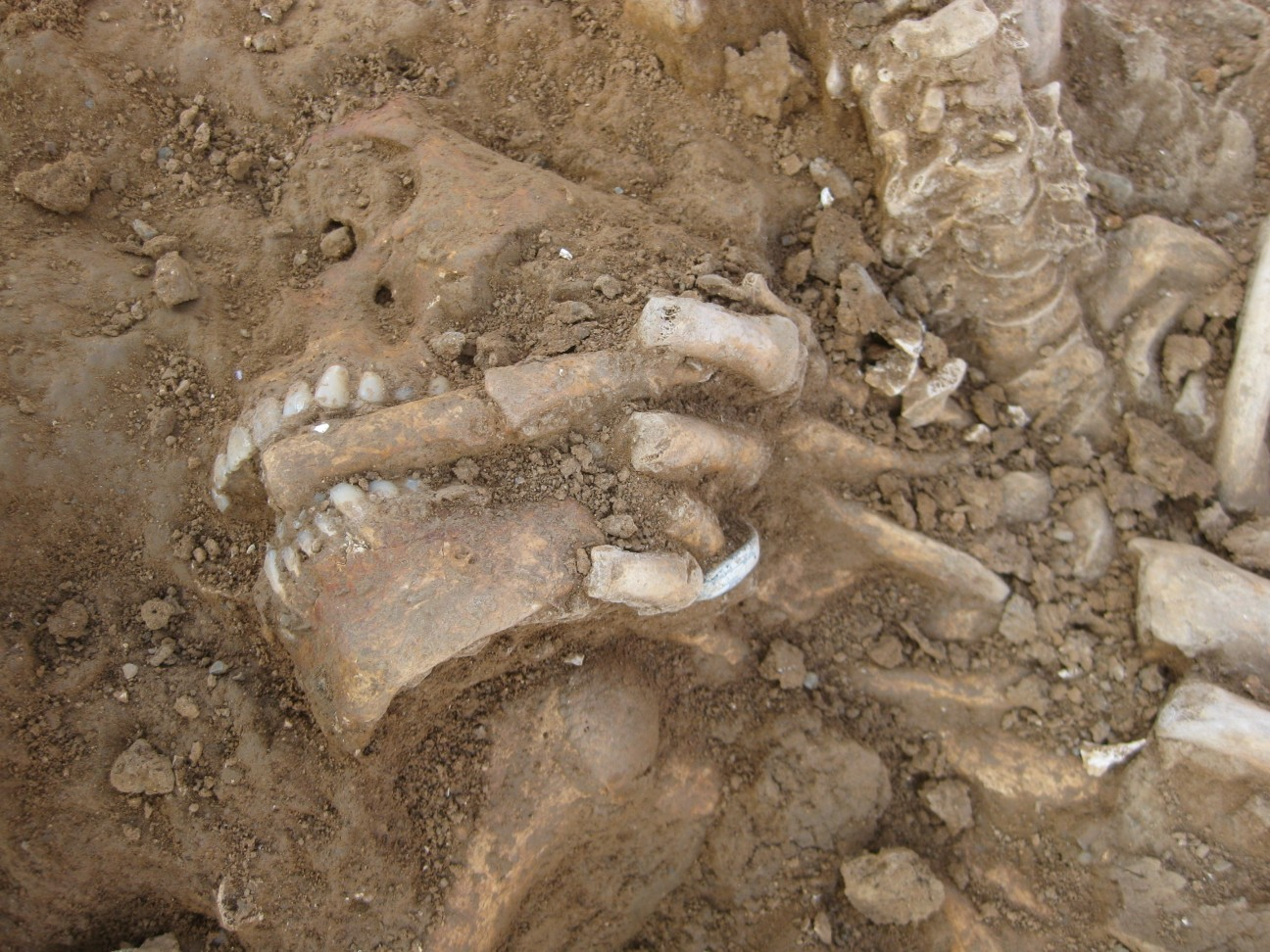
Detall del crani i la mà d'un inhumat de les fosses modernes de la Rambla Prim (Barcelona). Foto: Estíbaliz Monguiló (Antequem)